# Serie A Élite (rugby a 15 maschile)
La Serie A Élite è il vertice dei campionati italiani di rugby a 15 maschile.
Organizzata dalla Federazione Italiana Rugby, essa si svolge dalla stagione 1928-29 e da allora si è ininterrottamente tenuto fatta eccezione per gli anni 1944 e 1945.
In passato fu nota come Divisione Nazionale, Serie A, una prima volta nella prima metà degli anni sessanta come Eccellenza, di nuovo Serie A e poi Serie A1; nel 2001 assunse la denominazione di Super 10 e la sua organizzazione fu posta in capo alla Lega Italiana Rugby d'Eccellenza.
Con lo scioglimento di quest'ultima avvenuto al termine della stagione 2008-09 è la Federazione ad avere ripreso da tale data l'organizzazione diretta del torneo, che ancora per la stagione 2009-10 aveva conservato la denominazione di Super 10; dal 2010 al 2018 tornò ad assumere la denominazione di Eccellenza e, dalla stagione 2018-19, quella nuova di TOP12 per riflettere il numero di squadre che lo compongono; dal 2020, con il ritorno a dieci squadre, assunse il nome di TOP10 e dal 2023, con l'unificazione del nome dei tornei d'alto livello, è denominato Serie A Élite al pari del suo omologo femminile. 
Il torneo, su base nazionale, si svolge in due fasi: una prima a girone unico tra 12 squadre (stagione regolare), che si tiene normalmente da settembre a maggio, alla fine della quale si decide la squadra retrocedenda in categoria inferiore.
A seguire è prevista una fase di playoff e una finale in gara singola in casa della miglior classificata durante la stagione regolare.
Tale formula è in vigore dal 1987-88 con la sola eccezione del torneo 2011-12, quando la finale si tenne in gara doppia.
Al di sotto della Serie A Élite si trovano la Serie A e la Serie B, rispettivamente seconda e terza serie nazionale, organizzate a gironi geografici, e la Serie C, organizzata su gironi regionali.
La vittoria nel campionato dà al club vincitore il titolo di campione d'Italia per la stagione successiva; a tutta la stagione sportiva 2024-25 la società che ha vinto più titoli è l'Amatori Milano (18, tredici dei quali nel periodo anteguerra), la quale fu anche la prima in assoluto a vincere lo scudetto; tra le altre contendenti che hanno guadagnato più di 10 titoli e il diritto a vestire la stella d'oro sulle maglie figurano il Benetton di Treviso, il Petrarca di Padova e il Rovigo con 15.
Delle quattro citate società, solo le ultime due sono ancora attive nel campionato italiano: il Benetton compete dal 2010 nell'United Rugby Championship, campionato interconfederale riservato a franchise e club di punta italiani, gallesi, scozzesi, irlandesi e sudafricani, mentre l'Amatori Milano fu radiata per fallimento societario nel 2011 e il suo palmarès è fermo alla stagione 1995-96.
Il campionato ha visto avvicendarsi diverse formule: prescindendo da quella attualmente in vigore, la più storicamente adottata è quella del girone unico all'italiana, fin dagli anni trenta; a seguire, più gironi con playoff oppure con girone finale per l'assegnazione dello scudetto.
Il club detentore del titolo è il Rovigo che, nella gara di finale 2024-25 disputata a Parma il 31 maggio 2025, ha battuto 27-21 Viadana.

## Storia
Il rugby giunse in Italia nel secondo decennio del XX secolo e, per iniziativa di un appassionato milanese, Stefano Bellandi (rugbista, calciatore, arbitro, giornalista sportivo e, di professione, economo al teatro alla Scala), trovò diffusione, dapprima a Milano e Torino e, poi, a seguire, lentamente, in altre parti dell'Alta Italia; dopo la Grande Guerra lo stesso Bellandi proseguì l'opera di proselitismo e, nel 1927, si mise alla testa di un comitato promotore, costituitosi allo scopo di propagandare «…il Giuoco della Palla Ovale (Rugby) alle dirette dipendenze del CONI».
Il regime fascista cercò di sfruttare il nascente interesse intorno alla disciplina: intorno alla fine del 1927, su iniziativa del segretario del PNF Augusto Turati, parmigiano di nascita ma bresciano d'adozione, nacque proprio a Brescia, presso la locale Milizia, il XV Legione Leonessa d'Italia, che già il 13 maggio 1928, quindi prima dell'avvio di qualsiasi attività ufficiale in Italia, allo Stadio Nazionale del PNF di Roma diede vita contro la neonata Lazio al primo incontro di rugby nella Capitale.
Nel luglio 1928 il Comitato Promotore, riunendo 16 club da varie parti del Paese (le citate Milano e Torino, ma anche Bologna, Roma e Napoli), fece richiesta al CONI di poter riunirsi in associazione; la richiesta fu accolta e nacque la Federazione Italiana Rugby.
I primi atti ufficiali della neonata federazione furono l'organizzazione di una squadra nazionale (che debuttò nel maggio 1929 a Barcellona contro la Spagna) e di un campionato.

### I tornei d'anteguerra e la rivalità Milano – Roma

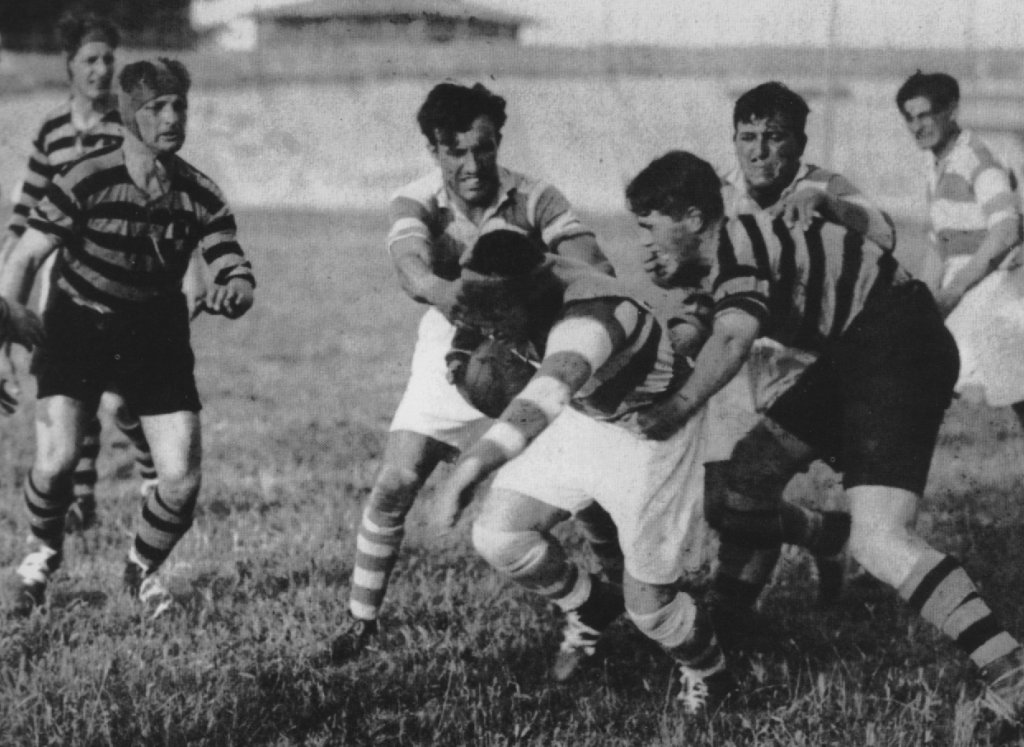
Bologna. La finale del primo campionato italiano tra e Lazio

La prima edizione della Divisione Nazionale, ufficialmente ascritta alla stagione 1928-29, si tenne in realtà a partire dal 12 febbraio 1929.
Tra i nomi che vi presero parte figuravano squadre storiche, tuttora presenti nel panorama rugbistico italiano: l'Ambrosiana, club nato dalla fusione dell'Unione Sportiva Milanese e dall'Inter e poi ribattezzato Amatori Milano, la citata XV Legione Leonessa, oggi nota come Rugby Brescia, la Lazio che poi nel 1930 diede origine al Rugby Roma e il Bologna (che vanta il numero 1 di affiliazione alla Federazione Italiana Rugby).
Il campionato mise subito in luce la rivalità tra Milano e Roma, che durò per buona parte dell'anteguerra ed ebbe una brevissima coda anche nell'immediato dopoguerra, prima dell'avvento del Veneto e di altre realtà nazionali: la finale per il primo scudetto italiano, disputata con gara di andata e ritorno, fu tra Ambrosiana e Lazio che vinsero ciascuna la propria partita interna; si rese così necessario uno spareggio, disputato a Bologna e vinto dai milanesi per 3-0.

Un incontro tra e, ca. 1938

Già l'anno successivo la Lazio Rugby entrò nell'orbita societaria dell'Associazione Sportiva Roma e la nuova squadra si chiamò così A.S. Roma; l'Ambrosiana assunse invece la denominazione con cui divenne nota, quella di Amatori Milano; il secondo campionato, organizzato direttamente dal Comitato olimpico nazionale italiano perché nel frattempo la Federazione era stata sciolta in seguito a manovre politiche mai chiarite, fu disputato tra 13 squadre ripartite in 4 gironi ed ebbe un epilogo con girone finale a cinque squadre, al termine del quale Milano fu di nuovo davanti a Roma, di due punti.
Stesso discorso un anno dopo: alcuni fuoriusciti dall'A.S. Roma, tra cui il diplomatico Alfredo Vinci e i suoi tre fratelli, fondarono il 21 ottobre 1930 il Rugby Roma; in omaggio a un altro dei fondatori, l'italo-argentino Giuseppe Bigi, fu scelta per la squadra la maglia a strisce bianco-nere orizzontali usata dal Club Atlético de San Isidro, da cui Bigi proveniva.
La nuova società, in un campionato 1930-31 che vide, di fianco alle squadre storiche, la presenza di tre Gruppi Universitari Fascisti (Genova, Padova e Torino), e il Gruppo Sportivo FIAT, si trovò di nuovo di fronte a Milano nella gara scudetto: la doppia finale fu vinta dall'Amatori con un 18-8 complessivo (3-0 e 15-8).
Nel 1931-32 fu ancora la Rugby Roma a contendere all'Amatori il titolo: nella fase finale a girone unico Milano prevalse sulla Capitale di un solo punto.
Per Roma si trattava della quarta piazza d'onore consecutiva, per Milano il quarto scudetto su quattro campionati disputati.

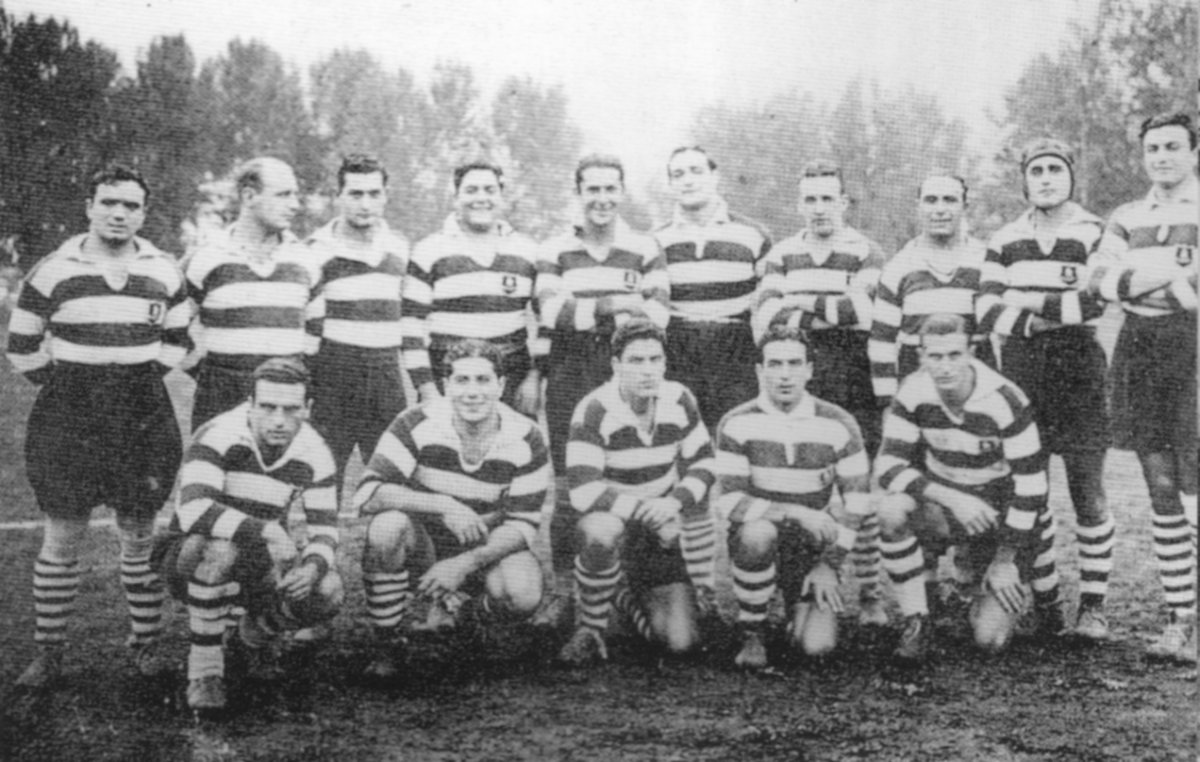
La campione d'Italia 1936-37

Il campionato 1932-33 vide invece il Bologna impegnato a tentare di interrompere la supremazia dell'Amatori: nella partita disputata all'Arena i rossoblu imposero a Milano l'unico pareggio del torneo, per 0-0, ma protestarono ufficialmente per un giocatore avversario, Paselli, schierato a loro dire irregolarmente in quanto sotto squalifica; il risultato fu comunque omologato e Milano mantenne il vantaggio di due punti che le permise di aggiudicarsi il suo quinto scudetto consecutivo.
Tale torneo vide anche il ritiro a metà stagione dei GUF, cui fu ordinato di prender parte ai Littoriali dello Sport.
Di nuovo Roma tentò di portare il titolo nazionale via da Milano nel 1933-34, ma non andò oltre un secondo posto nel girone finale scudetto; finalmente, nel 1935, le riuscì di iscrivere il suo nome nell'albo d'oro del campionato, bissando l'impresa due stagioni dopo.
Quella tra Amatori e Rugby Roma fu anche una sfida di scuole diverse: Milano, allenata dal francese Julien Saby, adottava un'ortodossa formazione degli avanti con tre prime, due seconde e tre terze linee con gioco largo sui tre quarti, laddove Roma, guidata dal sudafricano Pierre Theron, si affidava a un innovativo — per l'epoca — schieramento con quattro seconde e una terza linea alle spalle dei due piloni e del tallonatore, preferendo il gioco al piede e la profondità.
Quello del 1937 fu, comunque, l'ultimo atto della rivalità tra le due città, eccezion fatta per il campionato 1945-46: la Rugby Roma tornò nell'A.S. Roma, della quale prese il nome e i colori (oltreché il terreno di gioco, il Testaccio) e nel breve volgere di un paio di stagioni trascorse in un ambiente indifferente si dissolse: dopo due terzi posti alle spalle dell'Amatori e del GUF Torino, che in tre occasioni era arrivato fino alla piazza d'onore (1936, 1938 e 1939), la società sospese l'attività, che non riprese fino al 1945, lasciando campo libero a Milano, che dominò tutti i tornei fino al 1943, totalizzando così tredici scudetti in quindici campionati d'anteguerra.

### L'immediato dopoguerra e i primi passi del Veneto
Il primo campionato dopo la guerra, lungi dal riportare a nuovo vigore il duello tra Rugby Roma e Amatori, ne segnò in realtà il canto del cigno.

La, campione d'Italia 1946-47

Al termine di un torneo 1945-46 suddiviso in due gironi geografici, ognuno dei quali di fatto una sorta di torneo autonomo (Alta Italia, vinto dall'Amatori, e Centro-Sud, di fatto un torneo della Capitale, vinto dal Rugby Roma, e uno napoletano, con un'unica squadra), i vincitori dei due semicampionati si affrontarono in doppia gara per la finale nazionale, e Milano vinse con un 33-3 complessivo (20-0 e 13-3) il suo 14º — e per 45 anni ultimo — scudetto.
La stagione seguente, la prima ad assumere la denominazione di Serie A, fu Torino a interrompere la dicotomia Roma-Milano che aveva fin lì caratterizzato l'albo d'oro del campionato: fu la Ginnastica, storica polisportiva fondata più di un secolo prima sotto Carlo Alberto, a dominare il proprio girone di qualificazione e successivamente, nella poule finale per lo scudetto, a regolare Bologna (all'ennesima piazza d'onore) e le due neonate realtà rugbistiche di Rovigo e Parma (quest'ultimo diretto erede del GUF Parma d'anteguerra).

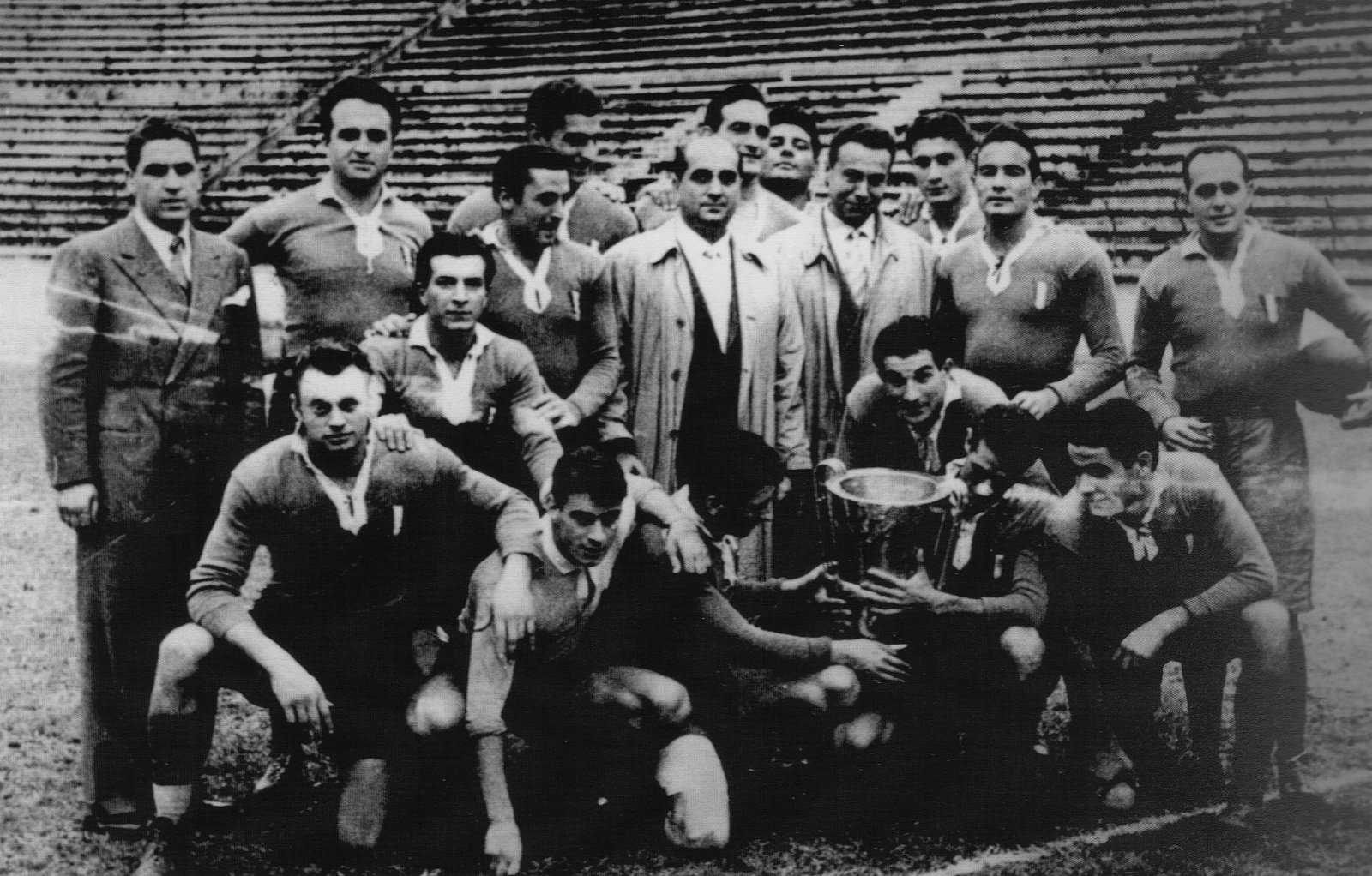
La Rugby Roma campione d'Italia 1947-48

Grazie a una generazione di giocatori che ebbe i suoi esponenti di spicco nel numero 8 Piermarcello "Bubi" Farinelli, cardiochirurgo milanese trapiantato a Roma e nipote di Pietro Mascagni, e nel tre quarti centro Paolo Rosi, futuro giornalista, considerato il miglior rugbista italiano dell'epoca e unico rappresentante del suo Paese a essere schierato in una formazione mista europea che affrontò l'Inghilterra nel 1953, la Rugby Roma vinse due scudetti consecutivamente sul finire del decennio: il primo, nel 1948, con largo margine sul Rovigo staccato di 5 punti; il secondo, l'anno successivo, al termine di uno spareggio a tre dopo che Roma, di nuovo Rovigo, e Parma, si erano ritrovate allineate in testa all'ultima giornata di campionato.
Il decennio terminò con la vittoria del Parma, che mise in archivio l'edizione numero 20 del campionato con tre punti di vantaggio sull'Amatori Milano e divenne il quarto club a iscriversi nell'albo d'oro del torneo.

Il campione d'Italia 1950-51; il primo a sinistra è Mario Battaglini

Gli anni cinquanta si aprirono con una squadra veneta alla ribalta, il Rovigo capitanato e allenato da Mario "Maci" Battaglini, versatile sportivo (pugile a tempo perso e, da rugbista, seconda e terza linea e, talora, apertura) che aveva già vinto due scudetti nell'Amatori, fu soldato nella Campagna di Russia e al ritorno alla vita civile fu tra i primi italiani a giocare in Francia (Vienne e Tolone); i rodigini vinsero il campionato 1950-51 proprio davanti alle due più titolate squadre dell'epoca, Amatori e Rugby Roma.
Battaglini guidò la squadra alla conquista anche dei due scudetti successivi (1952 e 1953), entrambi vinti sul Parma, il primo per distacco, il secondo dopo uno spareggio vinto 8-6 sul campo neutro di Bologna.
Un quarto scudetto a seguire fu vinto dai rodigini nel 1954 sul GUF Treviso, squadra nel quale lo stesso Battaglini si era trasferito a inizio stagione.

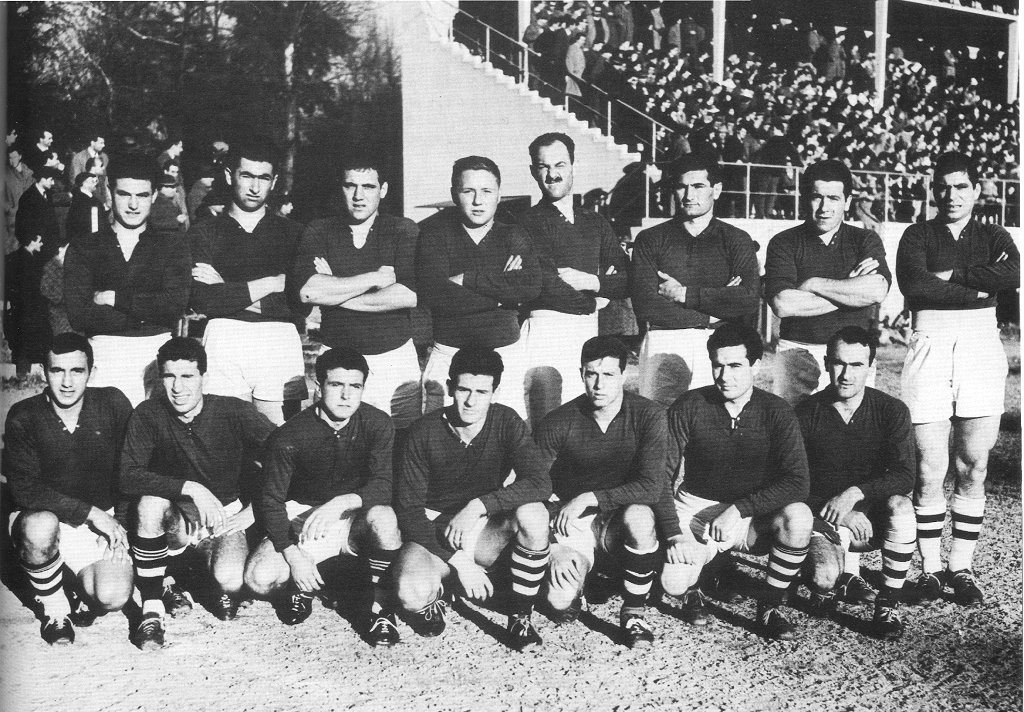
Il Faema Treviso, campione d'Italia 1955-56

Dopo una collezione di piazze d'onore il Parma, specchio di un ambiente culturalmente vivace e propugnatore di un rugby spettacolare anche se talora poco redditizio in termini di risultati, che aveva relegato il club locale di calcio alla mattina per poter usufruire del Tardini alla domenica pomeriggio («Parma, insomma, è rugby, non calcio»), si impose nel 1955 proprio davanti ai campioni uscenti del Rovigo; alle spalle delle due squadre si piazzarono il Petrarca, formazione padovana nata otto anni prima e mai salita, all'epoca, così in alto in classifica, e L’Aquila, che si ritagliò un ruolo da protagonista nel decennio successivo.
Il 1956 vide l'emergere di un'altra squadra veneta, il GUF Treviso, che fu tra i primissimi club a siglare contratti di sponsorizzazione in Italia e il primo in assoluto a vincere uno scudetto con un marchio commerciale sulle maglie, quello della Faema, industria milanese di macchine da caffè.
Nel 1954 il Gruppo Sportivo Fiamme Oro, della Pubblica Sicurezza, già attivo in altre discipline, decise di istituire una sezione di rugby sulla scia dell'iniziativa di un gruppo di agenti del reparto celere di Padova e del loro comandante, il colonnello Gaetano Genco.

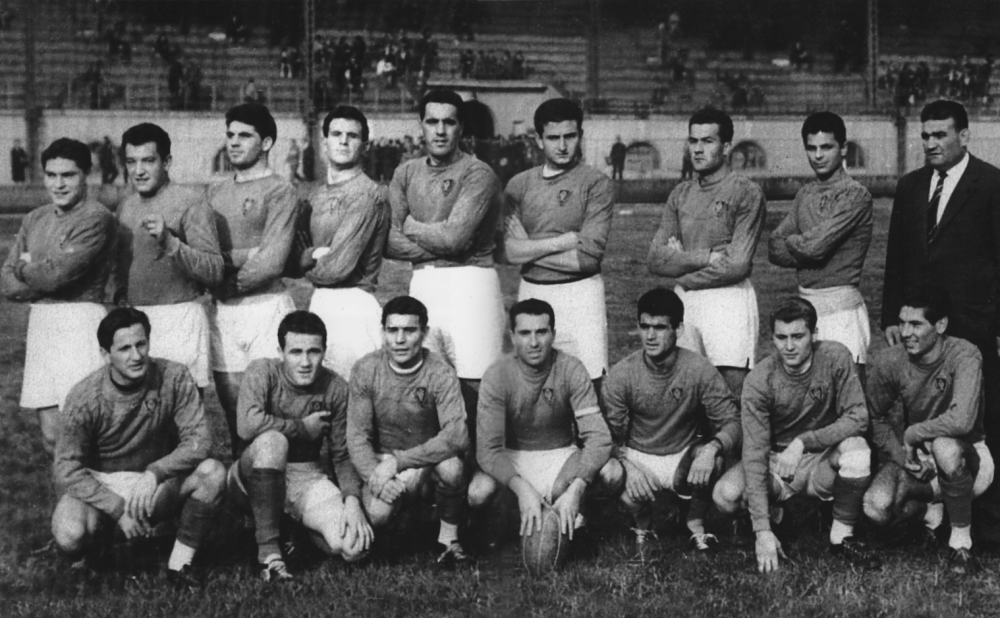
Le Fiamme Oro campioni d'Italia 1957-58: in piedi, da destra, il primo è Mario Battaglini, il quarto Giancarlo Dondi

Questi decise di mettere sotto osservazione tutti i coscritti ritenuti di interesse sportivo; tra di essi anche il giovane Giancarlo Dondi (futuro presidente della Federazione Italiana Rugby), classe 1935, all'epoca militante nel Parma ma ancora non liberato dagli obblighi militari; a Dondi — che nel frattempo era stato ammesso a svolgere il servizio militare come ufficiale di complemento — e ad altri rugbisti in procinto di assolvere alla coscrizione fu proposto di svolgere la ferma di leva in Polizia per 24 mesi onde poter militare nella squadra delle Fiamme Oro, che aveva assunto a impianto interno lo stadio "Colbachini" di Padova.
Con tale sistema Genco riuscì a costruire una formazione che, nonostante il mancato raggiungimento delle semifinali nel 1957 per via della maggiore esperienza, nel proprio girone di qualificazione, di Petrarca e Rovigo, nessuna delle quali tuttavia capace di arrivare in finale (alla quale giunse invece il Parma che vinse il suo terzo scudetto), nel campionato 1957-58, sotto la guida tecnica di Mario Battaglini, si qualificò per il girone di semifinale, che concluse al primo posto raggiungendo la finale in cui dovette affrontare il Rugby Milano; l'11 e 18 maggio 1958 le Fiamme Oro vinsero entrambi gli incontri, prima a Milano e poi a Padova, e si aggiudicarono il loro primo scudetto.
L'anno seguente fu istituita una formula a play-off ante litteram, con una prima fase a gironi che dovette designare otto squadre che poi avrebbero dato vita a una fase a eliminazione con quarti di finale, semifinale e finale in gara di andata e ritorno.
Le Fiamme Oro si confermarono campioni d'Italia per la seconda volta; nel 1959-60 fu di nuovo cambiata la formula: le 24 squadre furono ripartite in tre gironi iniziali da otto squadre ciascuno.
La formazione della Polizia vinse a punteggio pieno il suo girone e, nella poule finale per lo scudetto, perse solo due incontri raggiungendo il suo terzo titolo consecutivo con quattro punti di vantaggio sulla sua più diretta inseguitrice, il Rovigo.

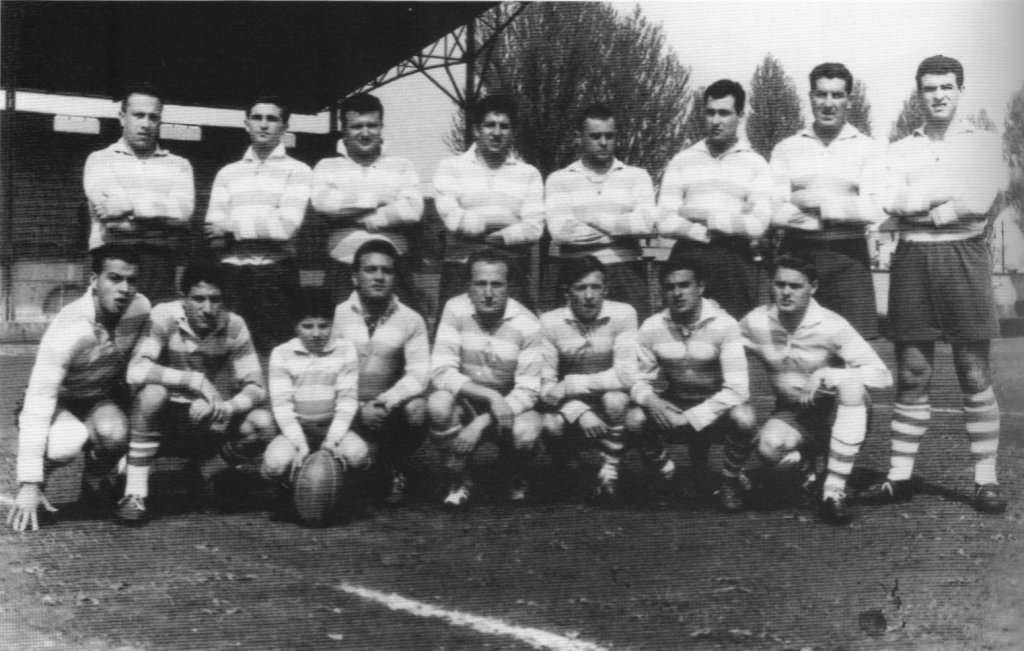
Il campione d'Italia 1964-65

Stessa formula anche nel campionato 1960-61, ribattezzato dalla FIR "Eccellenza": le Fiamme Oro vinsero 12 partite su 14 in prima fase (con una sola sconfitta), e 10 su 10 nel girone finale scudetto, quasi doppiando il GUF Treviso secondo classificato (20 punti contro 11).
Il triennio 1962-64 vide il ritorno del Rovigo che si impose per tre stagioni consecutive, portando il totale di titoli vinti a quota 7, all'epoca il secondo miglior palmarès dopo quello dell'Amatori Milano.
Nel frattempo altre realtà rugbistiche si erano affacciate alla ribalta: a parte la citata Parma, vincitrice di tre scudetti e stabilmente nelle zone alte della classifica, il Rugby Milano, squadra che costituiva il contraltare cittadino all'Amatori, e soprattutto il Partenope, società nata sulle ceneri del Napoli: intorno a Elio Fusco (1933-2009), capitano, direttore della mischia e allenatore della squadra, Vittorio Ambron e Michele Carlotto alle ali, Marcello Martone, medico di professione e per tale motivo chiamato 'o dottore, all'estremo, e l'avvocato Domenico Augieri all'apertura, il Partenope vinse il campionato 1964-65, tornato a girone unico e l'anno successivo, rinforzato da Marco Bollesan in terza linea, bissò l'impresa rivincendo quella che nel frattempo era tornata al nome originario di "Serie A".
Il 1967 vide l'imporsi di un'altra delle più importanti realtà dell'Italia centro-meridionale, L’Aquila: il club abruzzese, dopo un campionato condotto testa a testa contro le Fiamme Oro, tornate protagoniste, giunse all'ultima giornata appaiata in classifica al gruppo sportivo della Polizia; si rese quindi necessario uno spareggio per determinare la squadra campione d'Italia; battendo le Fiamme Oro al Tre Fontane di Roma per 6-0 L'Aquila divenne il nono club a fregiarsi dello scudetto; il 1968 registrò altresì l'ultima grande stagione delle Fiamme Oro, che si laurearono campioni d'Italia per la quinta volta, con una squadra composta quasi esclusivamente da agenti in servizio permanente (solo tre elementi erano in ferma di leva): il club già stava subendo la concorrenza di altre squadre che cercavano di acquisirne gli elementi migliori, e tra questi il più aggressivo era il concittadino Petrarca, che poteva garantire ai giocatori, in alternativa alla professione di agente di polizia, quella di impiegato o di funzionario di banca.
Oltre alla fine del periodo migliore delle Fiamme Oro, il campionato 1967-68 vide anche la caduta della sua squadra più illustre: l'Amatori Milano terminò ultima in campionato e retrocesse in serie B: le furono necessarie 16 stagioni prima di poter tornare in massima divisione.
L'Aquila bissò nel 1969 lo scudetto vinto due stagioni prima: dall'anno seguente iniziò il dominio del Veneto, che vide tre sue squadre vincere 18 scudetti su 21 edizioni di campionato fino al 1990: a cercare di contrastarne lo strapotere solo il Brescia, una volta negli anni settanta e lo stesso Aquila, due volte nei primi anni ottanta.

### Il dominio veneto

Il scudettato di inizio anni settanta

Gli sforzi del Petrarca trovarono finalmente costrutto nel 1970: i padovani vinsero largamente il campionato, con sette punti di vantaggio sull'Aquila e divennero il decimo club a laurearsi campione d'Italia; sotto la guida tecnica di Guglielmo "Memo" Geremia la squadra dominò il quinquennio a seguire, trovando opposizione solo nel CUS Genova capitanato da Marco Bollesan, che nel 1971 giunse secondo a 7 punti dai padovani, nel 1972 ridusse il distacco a 3 punti e nel 1973 sfiorò il titolo per un solo punto («Belle immagini, ma la realtà è molto più semplice: avevamo bisogno di un calciatore e non arrivava mai. Durante la settimana li mettevo sotto, li facevo allenare, ma al momento decisivo, in partita, giravano al largo e a calciare finivo io. Di punta», disse Bollesan nel 2008 raccontando la sfida infinita contro il Petrarca di quegli anni); infine, nel 1974, quando il Petrarca vinse il suo quinto scudetto consecutivo, fu di nuovo L’Aquila a cercare di contrastarne la superiorità, giungendole anch'essa a un solo punto alle spalle.

Il campione d'Italia 1975

Nel 1975 il Brescia, arricchito di quegli elementi, il citato Bollesan in primis, che avevano permesso al CUS Genova di contrastare fino alle ultime giornate il titolo al Petrarca, riuscì a guadagnare il suo primo e, a tutt'oggi, unico scudetto, riportando il titolo in Lombardia 29 anni dopo l'ultima affermazione dell'Amatori Milano; per le successive 27 stagioni non vi fu più un nuovo nome nell'albo d'oro del campionato; bisognò attendere, infatti, il 2002 per vedere un'altra neoscudettata, il Viadana.
Quello del Brescia fu, tuttavia, solo un intermezzo nel periodo dominato dalle tre grandi potenze del Veneto: dopo Padova fu Rovigo, già vincitrice di sette campionati, a riproporsi prepotentemente vincendo lo scudetto proprio all'ultima giornata battendo fuori casa i campioni uscenti, ai quali erano appaiati in classifica, dopo averli agganciati in testa tre giornate prima.
Già da qualche anno militavano in Italia giocatori stranieri di grande rilievo, in buona parte dall'emisfero Sud: a titolo d'esempio i gallesi Clive Burgess e Alan Hourahine proprio a Brescia (che, nella stagione successiva alla vittoria in campionato, per difendere lo scudetto ingaggiò all'ultima giornata l'inglese Andy Ripley), i sudafricani Nelson Babrow (Petrarca) e Dirk Naudé a Rovigo (approfittando del semestre estivo australe durante il quale il campionato non era in corso), ma anche gli inglesi Dick Greenwood e Brian Ashton (entrambi futuri allenatori della loro Nazionale) al Rugby Roma e il francese Guy Pardiès, proveniente dall'Agen; proprio Pardiès, giocatore (mediano di mischia)-allenatore a soli 29 anni del Petrarca 1976-77, contribuì a dar vita a quello che è tuttora definito uno dei più spettacolari tornei del dopoguerra, al termine di un duello contro il Rovigo che ebbe una coda in uno spareggio per decidere l'assegnazione dello scudetto.

Una fase dello spareggio Petrarca - Rovigo 10-9 per lo scudetto 1976-77

Il Rovigo aveva, in corso di torneo, messo il Petrarca a distanza di sicurezza, tanto che il presidente della squadra, Giordano Campice, ex giocatore e allenatore rossoblu, si era esposto a dichiarare: «Il Petrarca? Perché vinca questo campionato dovrebbe nevicare ad agosto».
Alla penultima giornata di campionato il Rovigo, che aveva visto assottigliarsi il vantaggio che aveva sugli inseguitori, guidava ancora la classifica con solo due punti di margine sui padovani; l'ultimo incontro in programma era proprio Petrarca — Rovigo, allo stadio Appiani di Padova.
Una storia familiare si incrociava a quell'incontro: i fratelli friulani Dino (futuro senatore) ed Elio De Anna (a sua volta futuro presidente della sua Regione), di professione medici, giocavano l'uno contro l'altro perché il maggiore, Dino, non completamente rientrante nei piani tecnici del Rovigo, a inizio stagione era stato ceduto in prestito proprio al Petrarca, cosa questa che peraltro gli diede l'occasione di specializzarsi a Padova in chirurgia pediatrica.
Nell'incontro all'Appiani fu proprio Dino De Anna a rivelarsi decisivo per la vittoria del Petrarca per 21-9, che permise ai padovani di affiancare in cima alla classifica i rossoblu, rendendo necessario lo spareggio, che si tenne il 22 maggio 1977 allo stadio Friuli di Udine, inaugurato l'anno precedente e ancora incompleto.
Il primo tempo dello spareggio terminò 6-0 per Padova grazie un calcio piazzato di Boccaletto e a uno di Lazzarini; nella ripresa proprio Dino De Anna andò all'intercetto su un pallone sporco rimpallato tra due rodigini e andò a marcare in meta, non prima di avere fatto almeno due falcate con un piede fuori dal campo, ma l'arbitro romano Pogutz convalidò ugualmente.

Il campione d'Italia 1977-78

Poco dopo si abbatté su Udine un nubifragio con grandine, a causa del quale un tifoso sugli spalti, Fabio Rizzi, fu colpito e ucciso da un fulmine.
Rovigo segnò una meta e un drop, riportandosi sotto sul 9-10 (all'epoca la meta valeva 4 punti), ma il risultato non cambiò più anche perché l'arbitro annullò due mete ai rossoblu; il Petrarca vinse così il suo sesto scudetto e, ancora vent'anni dopo, quando Dino De Anna, durante la sua prima campagna elettorale per l'elezione a senatore, si presentò durante un comizio a Rovigo, vi fu chi gridò, tra gli avversari politici: «Non vorrete votare uno che ci ha rubato lo scudetto!».
L'anno seguente a fregiarsi del titolo di campione d'Italia fu la — all'epoca — meno titolata delle tre venete, il Treviso, allora sponsorizzata dall'industria di vernici Metalcrom: per il club fu il suo secondo scudetto, a 22 anni di distanza dal primo.
Dalla stagione successiva la squadra fu rilevata dalla famiglia Benetton iniziando un sodalizio che dura tuttora, e che la condusse in poco più di trent'anni a essere la più titolata tra le società rugbistiche della sua regione, e la seconda in assoluto a livello nazionale dietro l'Amatori Milano.
Il 21 maggio 1978 fu anche la fine delle Fiamme Oro a Padova: la squadra, penultima, retrocedette in serie B, ma non si iscrisse al campionato successivo; in seguito si riformò a Milano e, successivamente, a Roma, dove attualmente è di sede.

campione d'Italia 1981-82

La striscia veneta si allungò fino a fine decennio, con Rovigo che vinse nel 1979 lo scudetto, il suo nono, davanti a un Brescia alla sua ultima grande stagione (retrocedette tre anni più tardi) e il Petrarca che si aggiudicò lo scudetto del 1980, mettendo in fila le ultime due squadre campioni, il Rovigo alla piazza d'onore e il Benetton al terzo posto.
Il nuovo decennio vide una breve fiammata del centro-sud, con L’Aquila, che all'epoca forniva elementi di spicco alla Nazionale quali il pilone Giancarlo Cucchiella, il tallonatore Giorgio Morelli, l'ala Massimo Mascioletti e l'estremo Serafino Ghizzoni, tutti nati nel capoluogo abruzzese e prodotti del vivaio interno, che si impose nel campionato 1980-81 per tre punti sul Petrarca, nell'ultima edizione di torneo a girone unico (eccezion fatta per un'edizione estemporanea che precedette l'introduzione dei play-off nel 1987): l'edizione successiva fu a 16 squadre suddivise in due gironi da 8 ciascuna e previde una poule scudetto: i campioni uscenti si riconfermarono e portarono a 4 i propri scudetti.

La meta di Ravanelli allo stadio Flaminio di Roma nella finale 1987-88

Nel 1983 fu di nuovo GUF Treviso alla ribalta, per il suo primo scudetto marchiato Benetton e terzo assoluto: i veneti ebbero la meglio sui campioni uscenti dell'Aquila solo all'ultima giornata della poule per il titolo, imponendosi per un solo punto di differenza.
Il Petrarca diede vita al suo secondo grande ciclo di vittorie dopo quello di inizio anni settanta con cinque consecutive: allenata prima da Lucio Boccaletto e poi da Vittorio Munari (esordiente sulla panchina padovana a soli 33 anni), la squadra inanellò quattro scudetti a seguire: nel 1984 e 1985 davanti al Benetton, nel 1986 (quello della Stella, seconda squadra italiana di rugby a raggiungerla) davanti all'Aquila e nel 1987, primo campionato con la nuova denominazione di "Serie A1" e ultimo assoluto con la formula del girone unico, di nuovo davanti a Treviso.
L'Amatori Milano, tornato in massima serie nel 1984, stava per affrontare una trasformazione societaria che lo avrebbe imposto al vertice nel decennio successivo.

Finale 1988-89: Zanon (Treviso, a sinistra) a meta invano contrastato da Bordon (Rovigo, a destra)

Nel frattempo il campionato vide l'avvento dell'era-playoff, inaugurata con l'edizione 1987-88: le due prime finaliste furono Rovigo e Benetton, che si affrontarono allo stadio Flaminio di Roma: entrambe le squadre erano forti di due realizzatori di assoluto valore, il sudafricano Naas Botha per i rodigini e l'italiano Stefano Bettarello (peraltro nativo di Rovigo e cresciuto in maglia rossoblu) per i trevigiani.
L'equilibrio fu rotto solo all'ultimo minuto: in vantaggio 7-3, Treviso si vide superare da una meta all'80' realizzata dal rodigino Ravanelli e trasformata dal piede di Botha.
Rovigo vinse 9-7 e divenne la terza squadra italiana a vestire la Stella.
Il finale di decennio vide riproporsi la sfida Rovigo — Treviso: nel 1989, a Bologna, fu il Benetton a imporsi per 20-9 e a riportare il suo quarto scudetto, mentre nel 1990, a Brescia, il solo Naas Botha bastò, con quattro calci piazzati e due drop, a dare a Rovigo i 18 punti (a 9) con cui i rossoblu vinsero il loro undicesimo e, al 2016, più recente scudetto.
Il campionato 1989-90 segnò la fine di un ventennio in cui il rugby veneto si impose come realtà a livello nazionale: dal 1970 al 1990, in 21 edizioni di campionato, la regione totalizzò 18 titoli: 11 del Petrarca, 4 del Rovigo e 3 del Treviso (prima e dopo l'era-Benetton).
Solo Brescia e L'Aquila tentarono di interrompere il monopolio veneto sul campionato, vincendo tre scudetti complessivi in tale periodo; tuttavia l'era dei playoff evidenziò in maniera più marcata la supremazia del Nord-Est, con tre finali consecutive ridotte ad affare privato tra Rovigo e Treviso.
Già nel 1989 tuttavia, l'Amatori Milano legatasi commercialmente a Silvio Berlusconi e sponsorizzata dalla Mediolanum era giunta in semifinale; stesso risultato l'anno successivo, quando fu il Rovigo a eliminare i milanesi.
Con l'arrivo di nuovi talenti nella compagine di Berlusconi, l'Amatori caratterizzò buona parte dei successivi anni novanta.

### La breve parabola di Milano e l'arrivo del professionismo
L'Amatori Milano entrato nell'orbita societaria di Silvio Berlusconi si apprestava a essere la prima squadra professionistica italiana ante litteram, con almeno cinque anni d'anticipo sulla fine del dilettantismo sancito dall'International Rugby Board: il club ingaggiò giocatori di livello internazionale (l'australiano David Campese dal Petrarca, gli italo-argentini Gustavo Milano e Diego Domínguez) che si affiancavano a italiani che già formavano l'ossatura della Nazionale che si apprestava a iniziare la scalata verso il torneo delle Cinque Nazioni (Pierpaolo Pedroni, Massimo Bonomi, Franco Properzi, i gemelli Marcello e Massimo Cuttitta, Giambattista Croci, cui si aggiunsero poi Massimo Giovanelli e Stefano Barba): la squadra che affrontò il campionato 1990-91 stravinse la stagione regolare con 21 vittorie e un pareggio su 22 incontri, e dominò le fasi a eliminazione con scarti da +12 a +47; nella finale disputata al Tardini di Parma il 1º giugno 1991 Milano batté Treviso per 37-18, con 26 punti di Domínguez, un drop di Bonomi e una meta ciascuno per Barba e Campese.
Per l'Amatori si trattava del suo quindicesimo scudetto, a 45 anni di distanza dalla conquista del precedente.

David Campese (a sx.) e Michael Lynagh, rispettivamente di e, durante un incontro di campionato a ottobre 1992

Dal canto suo, Treviso iniziò a coagulare nell'orbita-Benetton altrettanto validi giocatori italiani e stranieri: ai nazionali Raffaele Dolfato, Gianni Zanon, Carlo Checchinato, Roberto Favaro, Ivan Francescato e Giovanni Grespan, si affiancarono elementi come Craig Green, neozelandese, e Michael Lynagh, australiano: a metà anni novanta la Nazionale giunse a schierare fino a quattordici quindicesimi di giocatori provenienti da Milano o da Treviso: nel corso dell'incontro vinto nel maggio 1995 dall'Italia contro l'Irlanda 22-12, quindici dei diciassette giocatori utilizzati dall'allora C.T. Georges Coste provenivano dalle due citate squadre (quanto agli altri due, Ravazzolo militava nel Calvisano e Bordon nel Rovigo).
Il Benetton affrontò ed eliminò l'Amatori nella semifinale 1991-92, e per la quarta volta in cinque anni si trovò di nuovo di fronte Rovigo, regolato per 27-18: per Treviso fu lo scudetto numero 5, per Rovigo l'ultima finale per diciannove stagioni a venire.

Finale del campionato 1992-93 tra e : David Campese resiste a un placcaggio mentre Ivan Francescato osserva

L'anno successivo la finale fu di nuovo Amatori — Benetton: Milano vinse 41-15 (quattro mete a zero) al termine di un incontro molto nervoso e sempre al limite della rissa; Michael Lynagh fu autore di tutti i 15 punti di Treviso, e Diego Domínguez ne realizzò 21 per Milano; la finale fu anche l'ultimo incontro nel campionato italiano di David Campese che, dopo la vittoria, tornò a giocare in Australia.
Tale torneo si caratterizzò anche per l'accordo di sponsorizzazione dell'unica squadra di vertice che ancora, a 40 anni di distanza dall'ingresso dei marchi commerciali nel rugby, non aveva abbinato il suo nome a un partner: fu il Petrarca, che si legò alla Simod, azienda di calzature della provincia.
Il 1994 vide la prima, grande, sorpresa dei play-off: durante la stagione regolare, alle spalle della solita Amatori, nel frattempo inglobata nella polisportiva di Berlusconi e ribattezzata Milan, si classificò L’Aquila che, nei quarti, eliminò l'Amatori Catania e in semifinale batté di misura (15-12) Treviso alla terza partita, disputata al Fattori, mentre il Milan aveva agevolmente superato Bologna (vincitore di A2) con uno scarto complessivo di +161 in due incontri, e Rugby Roma in semifinale con un +46: alla finale di Padova i rossoneri si presentarono quindi da favoriti, ma L'Aquila riuscì a sovvertire il pronostico e, grazie a una maggiore precisione al tiro di Luigi Troiani (6 su 10 dalla piazzola) rispetto a Domínguez (solo 3 su 7 per lui) e alla meta realizzata nel secondo tempo dal sudafricano Gerber, si aggiudicò la gara e lo scudetto numero 5.
Tra il 1995 e il 1997 lo scudetto fu una questione privata tra Milan e Benetton: i rossoneri si aggiudicarono il loro diciassettesimo campionato nella stagione 1994-95 al termine di una finale, disputata di nuovo a Padova, priva di mete, vinta 27-15 e caratterizzata dai 24 punti di Diego Domínguez (8 calci piazzati) e un drop di Massimo Bonomi contro i cinque piazzati di Michael Lynagh per Treviso; il 1995 fu anche l'anno del passaggio ufficiale al professionismo e dell'introduzione delle competizioni europee di club da parte dell'European Rugby Cup: fu istituita la Coppa Europa, per ragioni di sponsorizzazione chiamata Heineken Cup, e proprio Milan e Treviso furono le prime due compagini italiane ad accedervi.
La finale del 1995-96 vide, invece, Treviso letteralmente sprecare l'occasione di togliere lo scudetto ai rivali: dopo una stagione regolare in cui di fatto si lottò per il terzo posto (le due squadre terminarono la prima parte del torneo a 40 punti con 20 vittorie e 2 sconfitte ciascuna mentre la terza classificata, l'Amatori Catania, si piazzò a 17 punti di distanza dalla coppia di testa) l'ultimo atto, che si tenne al Battaglini di Rovigo davanti a 5 000 spettatori, quasi tutti trevigiani, vide il Benetton in testa 17-9 al termine del primo tempo di una gara in cui un Milan indisciplinato aveva pagato pegno subendo l'espulsione del pilone Franco Properzi (che, singolarmente, due anni dopo si trasferì a Treviso e lì vinse altri quattro scudetti), ma nella ripresa Diego Domínguez, l'unico che nella prima frazione aveva tenuto i milanesi in partita, negli ultimi 15' marcò 9 punti e ispirò la meta di Marcello Cuttitta, con cui il Milan ribaltò il punteggio in 23-17 e andò a battere il Benetton per la quarta volta in quattro finali, aggiudicandosi il suo diciottesimo e a tutt'oggi ultimo scudetto.
Il 1996-97 segnò l'ultimo atto della rivalità tra le due ammiraglie del campionato: la superiorità sulle altre non fu marcata tanto, in tale occasione, dai punti in classifica, ma in quelli realizzati in campo: in 22 incontri Milano realizzò 1 255 punti, Treviso poco meno, 1 195: la terza squadra in ordine di realizzazione, il Rovigo, si fermò a 727, intorno ai 500 in meno delle due capilista, e le medie realizzative furono sempre superiori ai 50 punti a incontro, con picchi di +137 per Treviso e +139 per Milano: al Bentegodi di Verona andò in scena la terza finale consecutiva tra le due squadre, quinta assoluta in sei edizioni di campionato: grazie ai 30 punti dell'apertura sudafricana Lance Sherrell, autore di 29 punti (9 su 12 dalla piazzola e una trasformazione), Treviso resistette alla precisione di Domínguez (19 punti per lui) e si aggiudicò l'incontro 34-29, incamerando il suo sesto scudetto e mettendo, di fatto, la parola fine alla supremazia del Milan: Domínguez nella stagione successiva si trasferì allo Stade français dopo 2 966 punti marcati nel campionato italiano e il primato in classifica marcatori di sette edizioni consecutive del torneo.

Finale-scudetto 2000 tra e. Il capitolino Pez in azione

Privato degli elementi migliori, e trascurato dalla proprietà, che non lo riteneva più un veicolo di promozione, il Milan non si qualificò per i play-off 1997-98 e lasciò campo libero a Treviso, che in finale regolò il Petrarca per 9-3 in una gara caratterizzata dalla totale assenza di gioco e di mete; Berlusconi smantellò la polisportiva e a fine stagione la squadra, tornata al vecchio nome di Amatori, fu ceduta insieme al titolo sportivo al Calvisano il quale, dalla stagione successiva, prese il nome di Amatori & Calvisano.
Fu Treviso — Petrarca anche la finale 1998-99, disputatasi al Battaglini di Rovigo: il Benetton si aggiudicò, per la prima volta nella sua storia, tre scudetti consecutivi e rimase, di fatto, l'unica favorita per la vittoria del torneo; ciononostante, nell'edizione di campionato numero 70, quella del 1999-2000, la finale fu un'assoluta novità, Rugby Roma — L’Aquila: per la prima volta il tabellino non registrò la presenza di Treviso né di Milano, dopo che nelle 12 finali precedenti almeno una delle due squadre vi aveva sempre figurato: allo stadio Flaminio di Roma la squadra della Capitale sfruttò un Ramiro Pez in forma (una meta, tre trasformazioni e tre piazzati per un totale di 20 punti) per chiudere il primo tempo in vantaggio per 30-0 e resistere al ritorno degli abruzzesi nella ripresa, autori di un parziale di 17-5 tuttavia non sufficiente a impedire a Roma di conquistare il suo quinto scudetto a distanza di 51 anni dal precedente.
Il 2000-01 fu l'ultima edizione della serie A1, quella che vide l'introduzione del sistema di punteggio dell'Emisfero Sud (4 punti a vittoria, 2 a pareggio e i punti di bonus per le quattro mete a incontro e i migliori sconfitti).
Treviso si classificò in testa sia in prima fase che in poule scudetto, e in semifinale ebbe facilmente ragione di Viadana (+25 complessivo nei due incontri).
Nella gara-scudetto di Bologna il Benetton si trovò ad affrontare l'Amatori & Calvisano, alla sua prima finale assoluta: la maggiore esperienza dei veneti fece la differenza, e la gara terminò 33-13 per il nono scudetto trevigiano.

### Il Super 10
La stagione 2001-02 vide la riforma del campionato: fu ufficializzata la formula a 10 squadre, con una sola retrocessione al termine della stagione regolare, e la conferma dell'adozione del punteggio (già sperimentato nella stagione precedente) utilizzato nell'Emisfero Sud (4 punti per la vittoria, 2 per il pareggio, uno per la sconfitta con meno di 8 punti, 0 per la sconfitta con 8 punti o più, un eventuale punto di bonus alla squadra che realizzi 4 mete in un incontro), nonché semifinali tra le prime quattro e conferma della finale in gara unica.
La prima edizione del Super 10, e settantaduesima assoluta, vide l'arrivo in finale del Viadana che, al suo primo tentativo, ebbe la meglio sull'Amatori & Calvisano e fu la prima nuova iscrizione nell'albo d'oro del campionato a 27 anni di distanza dal Brescia.
Si trattò, tra l'altro, della finale tra i centri più piccoli del rugby di vertice: le due cittadine contano insieme meno di 25 000 abitanti.
Amatori & Calvisano giunse alla sua terza finale consecutiva nel Super 10 2002-03, ma nella gara per il titolo a Padova trovò il Benetton che inseguiva, e trovò, la Stella: i trevigiani misero in cassaforte il loro decimo scudetto vincendo 34-12, divenendo il quarto club a raggiungere tale traguardo.
A fine stagione l'Amatori Milano, che si era ricostituito un anno prima sotto le insegne dell'Iride Cologno, chiese di rientrare in possesso del proprio titolo sportivo, cosa cui l'Amatori & Calvisano acconsentì, rispettando gli accordi di fusione di cinque anni prima; la squadra tornò quindi al suo vecchio nome di Rugby Calvisano.
Stesso risultato anche nel campionato successivo, la cui finale si disputò di nuovo a Padova: Treviso vinse per l'undicesima volta lo scudetto (22-10 il risultato finale) e raggiunse Petrarca e Rovigo al secondo posto per titoli vinti; Calvisano subì la quarta sconfitta in quattro finali consecutive.
Roma, che solo quattro anni prima aveva vinto lo scudetto, abbandonata dal suo sponsor (Lottomatica) e vittima di una crisi societaria solo parzialmente risolta dall'arrivo come presidente di Paolo Abbondanza, quando la situazione era oramai compromessa, retrocedette in serie A1; il campionato aveva in precedenza già perso altre protagoniste storiche, quali per esempio Bologna, ridisceso in A1 nel 2002, e le redivive Fiamme Oro, ricostituitesi a Roma e riaffacciatesi in serie a metà anni novanta, e quasi subito retrocesse.
Il 2005 portò infine lo scudetto al Calvisano: ancora una volta a Padova, i lombardi vinsero sul Benetton per 25-20 grazie al neozelandese Gerard Fraser che realizzò l'intero punteggio per la sua squadra (una meta, una trasformazione e sei calci piazzati tra i pali).
Con lo scudetto del 2006, in cui Treviso incontrò per la quarta volta consecutiva Calvisano, battendolo al Brianteo di Monza per 17-12 in una gara che fu caratterizzata da una rissa finale che vide coinvolto il pilone argentino del Benetton Hernán Mazino e l'italiano Paolo Vaccari, in forza al Calvisano, all'ultimo incontro della sua carriera, i veneti raggiunsero quota 12 e divennero ufficialmente la seconda squadra più titolata d'Italia; nella rissa a fine incontro rimase coinvolto anche il trevigiano Alessandro Troncon, e all'episodio seguirono sanzioni da parte del Giudice Sportivo (13 mesi di squalifica a Mazino e 2 000 euro di multa e due giornate di squalifica del campo al Benetton, da scontarsi nel campionato successivo).
Il tredicesimo scudetto di Treviso giunse un anno dopo, nel 2007, allorquando, di nuovo al Brianteo di Monza, batté il Viadana nella prima finale conclusasi ai tempi supplementari: alla fine del primo tempo Viadana conduceva 9-6 grazie a tre calci piazzati di Corrado Pilat (già due volte campione d'Italia con lo stesso Benetton); a 20' dalla fine dell'incontro i lombardi conducevano addirittura 18-6, ma a 9' dal termine una meta di Sbaraglini riportò Treviso sotto il break e in pieno recupero Wentzel mise a terra la meta che, trasformata da Goosen, portò i tempi regolamentari a 18 punti pari; si resero quindi necessari i supplementari: Pilat portò in vantaggio Viadana con un piazzato, poi nel secondo tempo una meta di Massimiliano Perziano, ancora una volta trasformata da Goosen, ribaltò la situazione e portò Treviso sul 25-21; di nuovo Goosen al piede allungò fino a 28-21 e a sette minuti dalla fine a sua volta Pilat, autore dell'intero score di Viadana, portò ancora la sua squadra sotto di tre, a quota 24, ma non fu sufficiente; ai lombardi rimase la consolazione di aver dato vita insieme al Treviso alla finale ritenuta più spettacolare delle ultime edizioni di campionato.
Il torneo fece un'altra vittima illustre: retrocedette in A1 L’Aquila, dopo 42 stagioni consecutive in massima serie impreziosite da 5 scudetti.
A distanza di tre anni dal suo primo scudetto Calvisano si ripeté, ancora una volta sul Benetton, incontrato in totale fino a quel momento sei volte nella gara decisiva per l'assegnazione del titolo: per il terzo anno consecutivo la finale si tenne a Monza e, a dispetto del punteggio finale di 20-3, la superiorità dei lombardi fu netta solo nel secondo tempo, in quanto il primo terminò appena 3-0; nella ripresa Calvisano legittimò la vittoria infliggendo a Treviso un parziale di 17-3 contraddistinto da due mete (Treloar e Matteo Pratichetti).

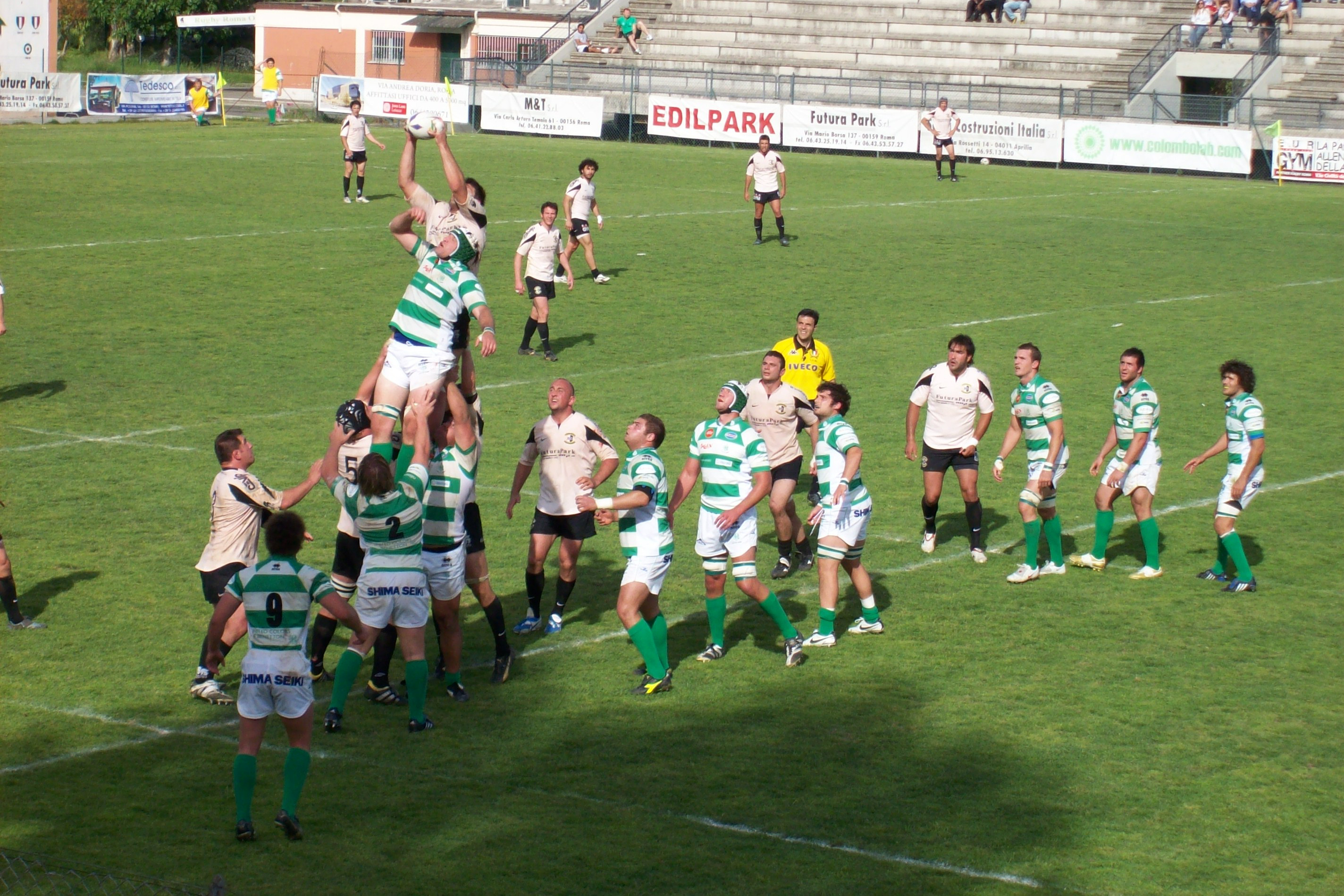
— al Tre Fontane, ultima giornata della stagione regolare Super 10 2008-09

Nel 2008 iniziò a prendere corpo la voce su un possibile interessamento del comitato esecutivo della Celtic League, il campionato di Scozia, Irlanda e Galles, all'allargamento di tale competizione anche ad almeno due franchigie italiane; in vista di tale approdo internazionale diverse squadre (segnatamente nelle aree di Treviso, Viadana, Parma e Roma) iniziarono a sviluppare progetti per allestire una franchigia in accordo con club limitrofi; a seguito di ciò, e anche per via del fatto che la Lega Rugby d'Eccellenza (che per statuto doveva rappresentare l'80% dei club di massima serie, quindi allo stato almeno 8) già stava operando in deroga in quanto Benetton e Calvisano ne erano fuoriusciti e ad esse si era aggiunta, a fine stagione, la romana Capitolina, il Super 10 2008-09, il settantanovesimo assoluto, partì di fatto già azzoppato, e la situazione peggiorò in corso di torneo, perché il 28 ottobre 2008 anche la Rugby Roma uscì dalla Lega, di fatto togliendole qualsiasi ulteriore potere di rappresentanza, adducendo motivazioni economiche (mancata promozione del campionato presso i media) e sportive (necessità di sviluppare, di concerto con Capitolina e altri club romani, la franchigia per la Celtic League).
A quel punto la LIRE fu di fatto inabile a decidere alcunché, rappresentando solo 6 club sui 10 iscritti al campionato, il quale giunse comunque regolarmente fino alle finali, le quali, per tutte le categorie di sesso e d'età furono disputate il 30 maggio 2009 a Roma; la finale del Super 10 si tenne allo stadio Flaminio tra Benetton e Viadana, e i veneti, vincendo 29-20, incamerarono il loro quattordicesimo scudetto.
Nonostante sul campo fosse retrocesso il GRAN Parma, ultimo in classifica, la FIR accolse le richieste di Calvisano e Unione Capitolina, che dichiararono la loro intenzione di voler dedicarsi alla franchigia per la Celtic League e allo sviluppo del settore giovanile e per tale motivo non si iscrissero al campionato seguente; Calvisano fu assegnato alla serie A2, dove militava la sua squadra cadetta, e la Capitolina alla serie B, e la Lega Rugby d'Eccellenza cessò d'esistere, lasciando alla Federazione l'onere di organizzare il campionato successivo.
Il torneo numero 80, a seguito dei citati abbandoni di Calvisano e Unione Capitolina, vide quindi i ripescaggi di GRAN Parma (come detto, retrocesso sul campo) e L’Aquila, che aveva perso lo spareggio-promozione al Super 10 contro I Cavalieri di Prato.
Il torneo vide il suo atto finale a Padova, allo Stadio Plebiscito: davanti a 5 000 spettatori si ripropose la stessa finale della stagione precedente tra Benetton Treviso e Viadana; vincendo 16 a 12 i veneti, alla loro ottava finale consecutiva, si aggiudicarono il loro quindicesimo scudetto.
Per Treviso si tratta al 2016 dell'ultima partita nel campionato italiano mentre Viadana rientrò due stagioni più tardi, terminata l'esperienza continentale con gli Aironi.

### Il campionato di Eccellenza

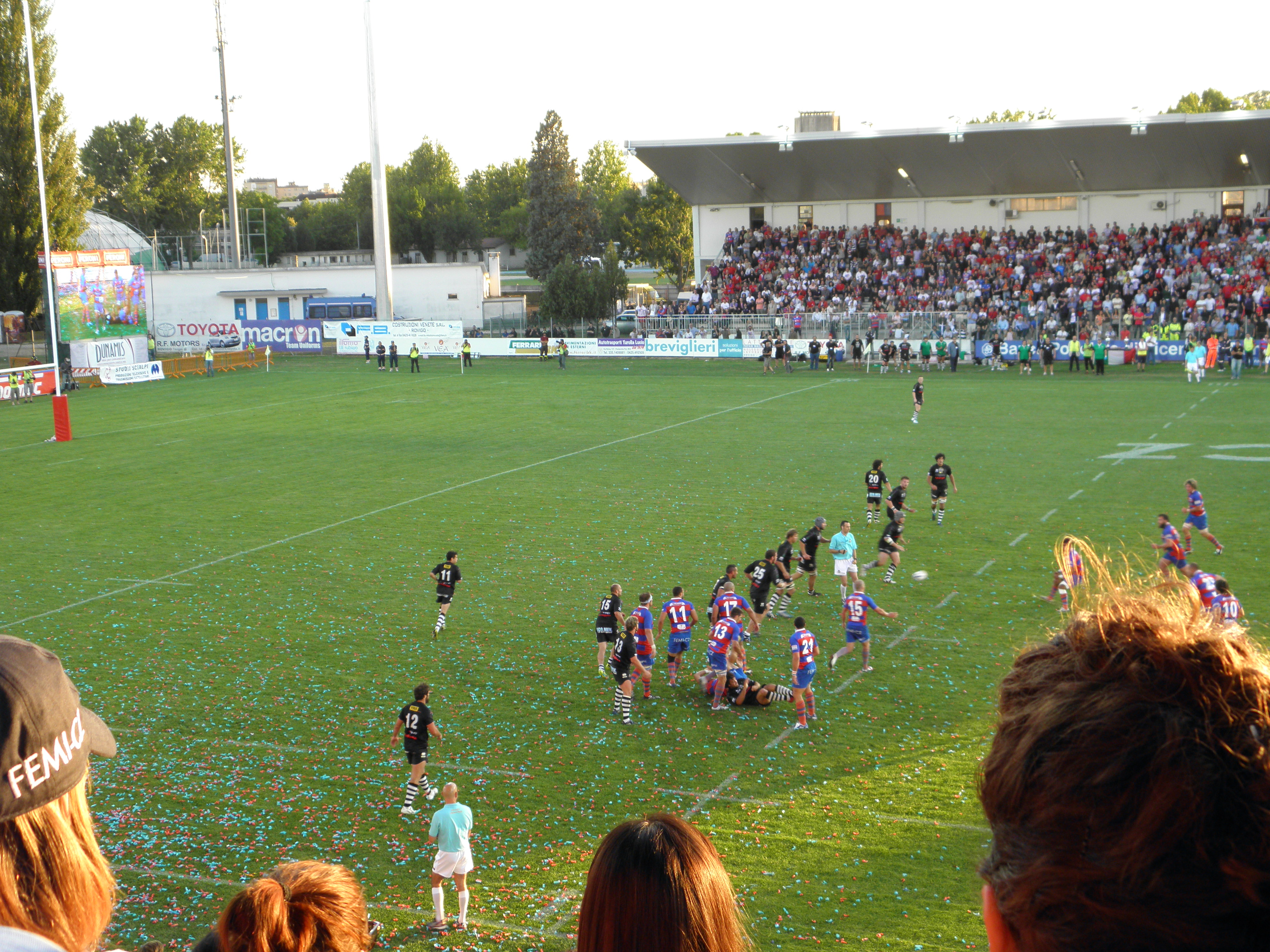
Una fase di —, finale del 2010-11

A seguito dell'estensione della partecipazione alla Celtic League a due squadre italiane, gli Aironi (facenti capo al Viadana e afferenti al bacino delle province di Parma, Modena, Reggio Emilia e Mantova) e il Benetton, la FIR procedette a una ristrutturazione del campionato, già ventilata nel 2009 e resa esecutiva dopo l'ammissione ufficiale di dette due squadre alla Celtic League con conseguente uscita dal torneo nazionale.
Con un comunicato stampa del 12 marzo 2010, infatti, la FIR anticipò la costituzione del nuovo campionato di Eccellenza, la cui struttura era originariamente prevista su 12 squadre suddivise in due gironi da 6 costituiti su base geografica; in seguito, a giugno, visti gli accorpamenti di alcuni club, la FIR preferì mantenere la struttura a 10 squadre, ferma restando, solo per la stagione di transizione, l'ascesa di tre squadre dalla serie A e una sola retrocessione (che nei fatti non avvenne, in quanto il Veneziamestre, ultimo nel Super 10 2009-10, fu ripescato).
Il primo torneo dell'era-Celtic League vide Rovigo primeggiare nella stagione regolare; dietro la squadra rossoblu, nell'ordine, I Cavalieri (alla loro prima semifinale in assoluto), Petrarca e i Crociati, formazione nata dalla fusione delle prime squadre di Parma e Noceto.
Le semifinali videro prevalere le due squadre venete che si incontrarono in finale in casa del Rovigo, miglior classificata: allo stadio Battaglini il Petrarca si impose 18-14 e si aggiudicò il suo 12º titolo, il primo dopo 24 stagioni.

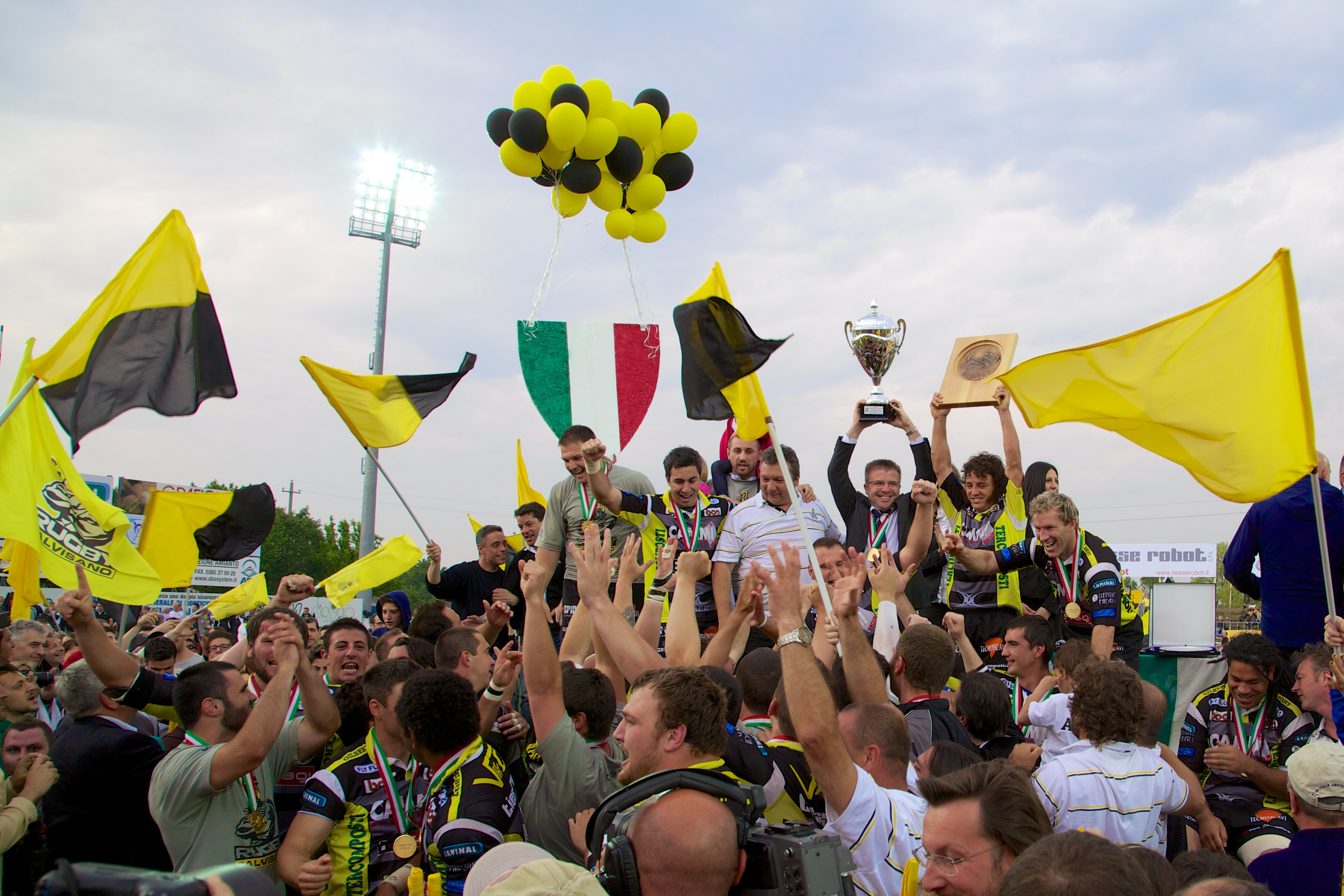
festeggia la vittoria del terzo scudetto, primo caso di una neopromossa a laurearsi campione d'Italia

La stagione 2011-12 vide il Calvisano tornare in Eccellenza dopo avere vinto il campionato di A2 e, a seguire, quello di A1; vide anche interrompere la consuetudine della finale unica e il ritorno alla gara-scudetto di andata e ritorno (quest'ultimo in casa della miglior classificata durante la stagione regolare) ed eventuale terza gara (sempre in casa della miglior classificata).
Le squadre che si disputarono il titolo con tale formula furono Calvisano e I Cavalieri di Prato, questi ultimi alla loro prima apparizione assoluta nella gara-scudetto.
I lombardi, vittoriosi nel doppio confronto sia a Prato che a Calvisano, si aggiudicarono così il loro terzo titolo, per giunta come prima squadra a vincere lo scudetto dopo aver militato in seconda divisione nella stagione precedente.
Dopo la fine della franchise di Pro12 degli Aironi e il ritorno nel campionato italiano di Viadana, la cui posizione era stata congelata dalla FIR nel 2010, si rese necessario ampliare il torneo a 12 squadre nella stagione 2012-13, il che comportò il ritorno in massima divisione delle Fiamme Oro, sconfitte nella finale del titolo di serie A1 2011-12 dal San Donà.
Il torneo, tornato alla partita unica di finale, vide una gara-scudetto inedita: I Cavalieri contro Mogliano, giunti all'atto decisivo dopo avere eliminato, rispettivamente, Calvisano, e Viadana in semifinale.
L'incontro si tenne allo stadio Chersoni di Prato e fu Mogliano, vincitore 16-11, la quattordicesima squadra a iscrivere il suo nome nell'albo d'oro della competizione.

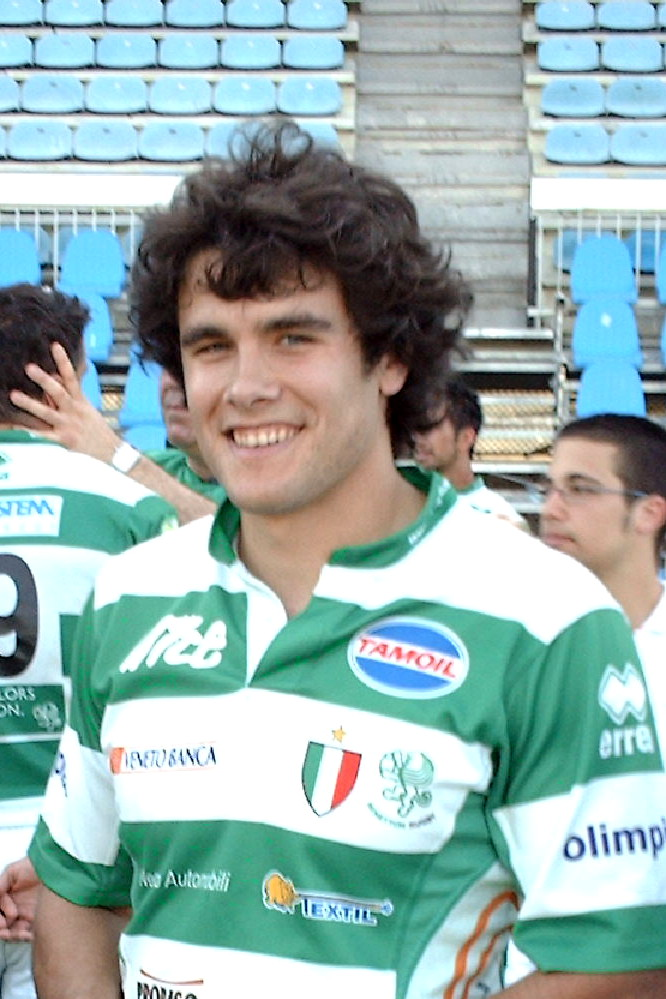
Andrea Marcato, allenatore del campione d'Italia 2017-18 a 35 anni

L'edizione 2013-14 fu inizialmente prevista a 12 squadre, ma la defezione dei Crociati per mancanza di garanzie economiche costrinse la Federazione ad abbassare il numero di partecipanti a 11, fatta salva la stessa formula di torneo che previde due turni di riposo per ogni squadra, uno per girone.
La finale, tenutasi in casa della miglior classificata della stagione regolare, il Calvisano, vide i lombardi battere il Rovigo per 26-17 e guadagnare il loro quarto scudetto in dieci stagioni.
Quello fu solo il primo atto di una nuova rivalità Calvisano — Rovigo destinata a diventare una costante nei campionati a seguire: un anno più tardi, infatti, le due contendenti si trovarono ad affrontarsi nuovamente in finale dell'edizione 2014-15 al “Battaglini” di Rovigo e i lombardi prevalsero ancora, seppur in quattordici uomini per quasi un'ora a causa dell'espulsione di Salvatore Costanzo, grazie a un parziale di 11-0 nel primo tempo con il quale resistettero al ritorno della squadra veneta, che solo nel finale si riportò sotto di uno sul 10-11, che fu anche il risultato finale.
Terza finale-fotocopia nel 2015-16 quando fu Rovigo a tornare al titolo: dopo avere terminato la stagione regolare al primo posto con i campioni uscenti di Calvisano alle spalle, le due squadre si reincontrarono al "Battaglini", ma i veneti in tale occasione prevalsero 20-13 guidando il punteggio per tutto l'incontro e concedendo solo una meta nel finale dopo essere rimasta in 14 giocatori per via di un'espulsione temporanea.
Per Rovigo si trattò del primo scudetto a 26 anni di distanza da quello del 1989-90.
Ancora, nel 2016-17, Calvisano e Rovigo si trovarono di fronte nella gara decisiva per lo scudetto in casa dei lombardi e il titolo passò nuovamente di mano, con la società del Bresciano che vinse 43-29 una gara che Rovigo conduceva fino alla mezz'ora per 12-0; per Calvisano si trattò del sesto scudetto, per Rovigo della sesta finale persa dall'istituzione dei play-off.
Nella stagione successiva Calvisano e Rovigo si incontrarono in semifinale, ed ebbe la meglio la squadra lombarda che in finale trovò il Petrarca, per la prima volta dal 1997-98 vincitore della regular season, e giunto all'ultimo atto del torneo dopo avere battuto i romani delle Fiamme Oro.
Per effetto del primo posto in classifica i padovani ebbero il diritto di ospitare la finale e allo stadio Plebiscito vinsero 19-11 una gara condotta in ogni momento della partita (massimo vantaggio +13 per i veneti).
Il tecnico del Petrarca Andrea Marcato, ancora in campo come giocatore nella stagione precedente, vinse il titolo all'esordio da allenatore, nonché il petrarchino più giovane dopo Vittorio Munari a guidare la squadra al titolo dalla panchina.

### Il TOP10
Al termine della stagione 2017-18, non essendo state previste retrocessioni, la formazione del campionato successivo fu quella delle 10 squadre del torneo precedente più le due neopromosse, ed esordienti assolute al massimo livello, Valsugana (Padova) e Verona.
Il consiglio federale della Federazione Italiana Rugby deliberò, nella seduta del 21 luglio 2018 a Bologna, di cambiare il nome del campionato in TOP12 venendo incontro alle richieste dei dodici club costituenti il torneo; fu contestualmente confermata la formula a girone unico con play-off.
Alle semifinali di torneo si qualificarono Calvisano, Petrarca, Reggio Emilia e Rovigo; la finale fu tra i lombardi e i rodigini, sconfitti 10-33 per il settimo scudetto di Calvisano.
La stagione 2019-20, prima volta nel secondo dopoguerra, non vide la fine perché la F.I.R. sospese definitivamente ogni attività in Italia a causa della pandemia di COVID-19.
Per effetto di ciò, non fu assegnato alcun titolo né si procedette a qualsivoglia promozione o retrocessione, così congelando la struttura di ogni campionato fino alla stagione successiva.
Nella stagione 2020-21 il campionato assunse il nome di TOP10 per riflettere la composizione a dieci squadre del torneo.
La finale fu una riproposizione, a campi invertiti, dell'Eccellenza di dieci anni prima: sul terreno dello Stadio Plebiscito di Padova la formazione di casa del Petrarca accolse il Rovigo, ma in tale occasione fu la squadra del Polesine a prevalere con il punteggio di 23-20 e raggiungere i padovani a 13 scudetti totali.
La storica rivalità tra le due venete divenne una costante della finale scudetto: l'anno dopo, allo stadio Lanfranchi di Parma, furono i padovani a vincere 19-6 e ad aggiudicarsi il loro quattordicesimo scudetto, innalzandosi in solitaria al terzo posto del palmarès nazionale per titoli vinti, ma di nuovo nel 2023 Rovigo, vincendo al Lanfranchi 16-9, riprese il titolo dalle mani dei padovani tornando ad affiancarli nel palmarès.

### La serie A Élite
Il consiglio federale del 9 giugno 2023 ha deliberato la rinomina dei due campionati maggiori maschili e femminili in Serie A Élite a partire dalla stagione 2023-24.
Il primo campionato con tale nuova denominazione vide Petrarca alla sua quarta finale consecutiva e, di contro, Viadana raggiungere la gara scudetto per la prima volta dopo quattordici stagioni; a imporsi, col punteggio di 28-10, furono tuttavia i padovani, che così affiancarono il Benetton al secondo posto del palmarès a quota 15 scudetti.
Un anno più tardi fu Rovigo ad allinearsi nel palmarès alle altre due compagini venete: battendo 27-21 ancora Viadana, infatti, il club del Polesine giunse anch'esso al suo quindicesimo titolo nazionale.
La finale di quest'ultimo torneo fu affidata dalla federazione alla neoistituita Lega Italiana Rugby, candidatasi a organizzare il campionato dalla stagione successiva.

## Regolamento del torneo

### Formato
In base a quanto stabilito dal Comunicato Federale del 3 agosto 2012, successivamente ribadito da altre comunicazioni, la più recente delle quali del 21 luglio 2018, il TOP10 si svolge tra 10 squadre che si affrontano in una fase iniziale a girone unico, con partite di andata e ritorno.
Per ogni incontro il punteggio è così determinato, secondo quanto disposto dall'articolo 30 del Regolamento per l'Attività Sportiva:
- quattro punti per la squadra che vinca l'incontro;
- due punti ciascuno in caso di parità.
- un punto per la squadra che perda l'incontro con meno di 8 punti di svantaggio;
- zero punti per la squadra che perda l'incontro con 8 o più punti di svantaggio.

Per la stagione 2021-22 furono introdotte, a titolo sperimentale, le seguenti variazioni al sistema di assegnazione dei punti di bonus:
- un punto supplementare per la squadra vincente con almeno tre mete di scarto sull’avversaria;
- un punto supplementare in caso di parità alla squadra che abbia segnato almeno tre mete più dell'avversaria.

Con una circolare federale del settembre 2022, tuttavia, tali regole non furono confermate e quindi il punteggio per ogni incontro è tornato a essere quello di prima dell'adozione di tali variazioni.
Nel caso in cui sia necessario determinare priorità in classifica tra due squadre a pari punteggio vigono i seguenti criteri, nell'ordine:
1. Differenza punti negli incontri diretti tra le due squadre nel corso della stagione regolare;
2. Confronto tra le mete segnate dalle due squadre negli incontri diretti;
3. Confronto tra le sole mete trasformate dalle due squadre negli incontri diretti;
4. Differenza punti generale;
5. Confronto tra l'età media di tutti i giocatori utilizzati dalle due squadre durante tutta la stagione regolare, con preferenza per la squadra che vanti l'età media più bassa; l'età viene calcolata alla data di effettuazione dell'ultima partita della stagione regolare.

In caso di parità all'ultimo posto, se si tratta di solo due squadre esse spareggiano in gara unica; la squadra perdente retrocede in serie A.
Sono previsti tempi supplementari: in caso di ulteriore parità la squadra che nell'incontro abbia realizzato più mete viene dichiarata vincitrice; in caso vi sia parità anche di mete realizzate, il confronto viene effettuato sulle sole mete trasformate.
Qualora la parità persista, è previsto il ricorso al tiro di calci piazzati di spareggio, fino a quando una delle due squadre, a parità di calci effettuati, sia in vantaggio.
Nel caso le squadre siano più di due esse effettueranno una serie di incontri di spareggio di sola andata in campo neutro, in cui ogni squadra deve incontrare tutte le altre.
Per la classifica valgono gli stessi criteri utilizzati per l'assegnazione dei punteggi nella stagione regolare; analoghi sono i procedimenti di classificazione in caso di parità in classifica.
Le squadre classificate dal primo al quarto posto in classifica accedono alla fase di play-off; la squadra ultima classificata retrocede in serie A.
La fase di play-off prevede che la prima classificata incontri la quarta, e la seconda incontri la terza, in una gara a eliminazione diretta su due partite, di andata e di ritorno.
Le partite di andata si disputano in casa delle due squadre dal piazzamento inferiore.
La vittoria nel complesso dei due incontri va alla squadra che abbia realizzato il maggior numero di punti; in caso di parità, prevale la squadra che nei due incontri abbia realizzato il maggior numero di mete e, se non vi è differenza, il maggior numero di mete trasformate; in caso di ulteriore parità si ricorre anche in questo caso allo spareggio tramite calci piazzati.
La finale si disputa in gara unica in campo neutro decisa dalla F.I.R.; la squadra che vince l'incontro è campione d'Italia.
Anche per la finale vige il criterio, nell'ordine, del confronto delle mete realizzate, le sole mete trasformate ed eventualmente lo spareggio ai calci piazzati.

#### Variazione per la stagione 2023-24
Limitatamente alla stagione 2023-24, la FIR introdusse una variazione regolamentare per fare fronte al numero ridotto di squadre dopo il ritiro di Calvisano e la riduzione a nove partecipanti: fatta salva la prima fase a girone unico all'italiana, nella seconda fase furono introdotti due gironi da tre squadre sostitutivi di semifinale: uno di essi fu costituito dalla prima, la quarta e la quinta classificata della stagione regolare e l'altro dalla seconda, terza e sesta classificata.
In tale girone le squadre si incontrarono sempre all'italiana ma in gara unica, con vantaggio del confronto in casa per quella meglio piazzata nella stagione regolare.
La finale si tenne in campo neutro a Parma tra le due squadre vincitrici del proprio girone.
A giugno 2024 non è noto se tale formula sia destinata a divenire permanente.

### Regole sul tesseramento e l'utilizzo dei giocatori
La Circolare Informativa per la stagione sportiva 2011-12 prescrive come prerequisito generale che, per la categoria Seniores, i giocatori non possano essere iscritti a referto se non al compimento del diciottesimo anno di età ed eccezionalmente il diciassettesimo solo dietro autorizzazione dei genitori.
Per quanto riguarda invece il tesseramento e l'utilizzo dei giocatori, la citata circolare prescrive che in Eccellenza ogni squadra deve presentare a referto, all'inizio di ogni gara, un minimo di 22 e un massimo di 23 giocatori tesserati; di essi, almeno 17 (nel caso di 22 giocatori a referto) o 18 (nel caso di 23) devono essere di formazione italiana, specificando inoltre che per "di formazione italiana" deve intendersi, a esclusione dei casi non ricompresi nei seguenti:
1. giocatori — italiani o non italiani — non provenienti da altra Federazione e che abbiano svolto almeno due stagioni di attività giovanile in Italia;
2. giocatori non italiani mai iscritti ad altra Federazione in precedenza, al loro primo tesseramento in Italia, e che non abbiano mai praticato rugby (anche a 13 o scolastico) in precedenza[159];
3. giocatori non italiani ma che abbiano disputato almeno 10 incontri nella Nazionale maggiore grazie alle regole sull'idoneità a rappresentare una Federazione diversa da quella di provenienza.

Relativamente a giocatori provenienti da altre Federazioni e di formazione non italiana, non esiste un limite al loro tesseramento se provenienti da Paesi dell'Unione europea, mentre un massimo di cinque extracomunitari per club è permesso (fatti salvi, per questi ultimi, il rispetto delle regole relative al permesso di soggiorno per lavoro; eventuali irregolarità in tale permesso ne rendono impossibile il tesseramento); tuttavia, ai fini dello schieramento in campo, sia giocatori comunitari non di formazione italiana che extracomunitari sono equiparati, e complessivamente non più di cinque di essi possono essere iscritti a referto.
L'iscrizione a referto di un numero minore di giocatori di formazione italiana può portare a sanzioni del Giudice Sportivo che possono andare da penalità in punti fino alla perdita dell'incontro in cui si è verificata l'irregolarità, oppure anche tutte le citate sanzioni combinate.
A norma dell'articolo 17 del Regolamento, infine, non può essere schierato in campionato il giocatore (italiano o equiparato a italiano), pur idoneo, che sia stato convocato dalla Federazione per incontri della squadra nazionale (di qualsiasi livello e categoria) e che non si sia presentato alla convocazione per qualsivoglia motivo: il Regolamento specifica infatti che il giocatore è indisponibile per il club per tutta la durata della convocazione, e questo indipendentemente dalla circostanza che si presenti alla convocazione oppure che venga utilizzato o meno.

## Albo d'oro
| Edizione | Edizione | Vincitore         |
| -------- | -------- | ----------------- |
| 1        | 1928-29  | Ambrosiana        |
| 2        | 1929-30  | Amatori Milano    |
| 3        | 1930-31  | Amatori Milano    |
| 4        | 1931-32  | Amatori Milano    |
| 5        | 1932-33  | Amatori Milano    |
| 6        | 1933-34  | Amatori Milano    |
| 7        | 1934-35  | Rugby Roma        |
| 8        | 1935-36  | Amatori Milano    |
| 9        | 1936-37  | Rugby Roma        |
| 10       | 1937-38  | Amatori Milano    |
| 11       | 1938-39  | Amatori Milano    |
| 12       | 1939-40  | Amatori Milano    |
| 13       | 1940-41  | Amatori Milano    |
| 14       | 1941-42  | Amatori Milano    |
| 15       | 1942-43  | Amatori Milano    |
| 16       | 1945-46  | Amatori Milano    |
| 17       | 1946-47  | Ginnastica Torino |
| 18       | 1947-48  | Rugby Roma        |
| 19       | 1948-49  | Rugby Roma        |
| 20       | 1949-50  | Parma             |
| 21       | 1950-51  | Rovigo            |
| 22       | 1951-52  | Rovigo            |
| 23       | 1952-53  | Rovigo            |
| 24       | 1953-54  | Rovigo            |
| 25       | 1954-55  | Parma             |
| 26       | 1955-56  | Treviso           |

| Edizione | Edizione | Vincitore  |
| -------- | -------- | ---------- |
| 27       | 1956-57  | Parma      |
| 28       | 1957-58  | Fiamme Oro |
| 29       | 1958-59  | Fiamme Oro |
| 30       | 1959-60  | Fiamme Oro |
| 31       | 1960-61  | Fiamme Oro |
| 32       | 1961-62  | Rovigo     |
| 33       | 1962-63  | Rovigo     |
| 34       | 1963-64  | Rovigo     |
| 35       | 1964-65  | Partenope  |
| 36       | 1965-66  | Partenope  |
| 37       | 1966-67  | L’Aquila   |
| 38       | 1967-68  | Fiamme Oro |
| 39       | 1968-69  | L’Aquila   |
| 40       | 1969-70  | Petrarca   |
| 41       | 1970-71  | Petrarca   |
| 42       | 1971-72  | Petrarca   |
| 43       | 1972-73  | Petrarca   |
| 44       | 1973-74  | Petrarca   |
| 45       | 1974-75  | Brescia    |
| 46       | 1975-76  | Rovigo     |
| 47       | 1976-77  | Petrarca   |
| 48       | 1977-78  | Treviso    |
| 49       | 1978-79  | Rovigo     |
| 50       | 1979-80  | Petrarca   |
| 51       | 1980-81  | L’Aquila   |
| 52       | 1981-82  | L’Aquila   |

| Edizione | Edizione  | Vincitore      |
| -------- | --------- | -------------- |
| 53       | 1982-83   | Benetton       |
| 54       | 1983-84   | Petrarca       |
| 55       | 1984-85   | Petrarca       |
| 56       | 1985-86   | Petrarca       |
| 57       | 1986-87   | Petrarca       |
| 58       | 1987-88   | Rovigo         |
| 59       | 1988-89   | Benetton       |
| 60       | 1989-90   | Rovigo         |
| 61       | 1990-91   | Amatori Milano |
| 62       | 1991-92   | Benetton       |
| 63       | 1992-93   | Amatori Milano |
| 64       | 1993-94   | L’Aquila       |
| 65       | 1994-95   | Milan          |
| 66       | 1995-96   | Milan          |
| 67       | 1996-97   | Benetton       |
| 68       | 1997-98   | Benetton       |
| 69       | 1998-99   | Benetton       |
| 70       | 1999-2000 | Rugby Roma     |
| 71       | 2000-01   | Benetton       |
| 72       | 2001-02   | Viadana        |
| 73       | 2002-03   | Benetton       |
| 74       | 2003-04   | Benetton       |
| 75       | 2004-05   | Calvisano      |
| 76       | 2005-06   | Benetton       |
| 77       | 2006-07   | Benetton       |
| 78       | 2007-08   | Calvisano      |

| Edizione | Edizione | Vincitore |
| -------- | -------- | --------- |
| 79       | 2008-09  | Benetton  |
| 80       | 2009-10  | Benetton  |
| 81       | 2010-11  | Petrarca  |
| 82       | 2011-12  | Calvisano |
| 83       | 2012-13  | Mogliano  |
| 84       | 2013-14  | Calvisano |
| 85       | 2014-15  | Calvisano |
| 86       | 2015-16  | Rovigo    |
| 87       | 2016-17  | Calvisano |
| 88       | 2017-18  | Petrarca  |
| 89       | 2018-19  | Calvisano |
| 90       | 2019-20  | n/a       |
| 91       | 2020-21  | Rovigo    |
| 92       | 2021-22  | Petrarca  |
| 93       | 2022-23  | Rovigo    |
| 94       | 2023-24  | Petrarca  |
| 95       | 2024-25  | Rovigo    |

## Finali deiplay-offin gara unica
| Serie         | Stagione  | Incontro                     | Risultato | Sede                          | Spettatori |
| ------------- | --------- | ---------------------------- | --------- | ----------------------------- | ---------- |
| A1            | 1987-88   | Rovigo ‒ Benetton            | 9-7       | Roma, stadio Flaminio         | 9000       |
| A1            | 1988-89   | Benetton ‒ Rovigo            | 20-9      | Bologna, stadio Dall’Ara      | 18000      |
| A1            | 1989-90   | Rovigo ‒ Benetton            | 18-9      | Brescia, stadio Rigamonti     | 15000      |
| A1            | 1990-91   | Amatori Milano ‒ Benetton    | 37-18     | Parma, stadio Tardini         | 7000       |
| A1            | 1991-92   | Benetton ‒ Rovigo            | 27-18     | Padova, stadio Plebiscito     | 9500       |
| A1            | 1992-93   | Amatori Milano ‒ Benetton    | 41-15     | Padova, stadio Plebiscito     | 6000       |
| A1            | 1993-94   | L’Aquila ‒ Milan             | 23-15     | Padova, stadio Plebiscito     | 4000       |
| A1            | 1994-95   | Milan ‒ Benetton             | 27-15     | Padova, stadio Plebiscito     | 5500       |
| A1            | 1995-96   | Milan ‒ Benetton             | 23-17     | Rovigo, stadio Battaglini     | 5000       |
| A1            | 1996-97   | Benetton ‒ Milan             | 34-29     | Verona, stadio Bentegodi      | 8000       |
| A1            | 1997-98   | Benetton ‒ Petrarca          | 9-3       | Bologna, stadio Dall’Ara      | 3718       |
| A1            | 1998-99   | Benetton ‒ Petrarca          | 23-14     | Rovigo, stadio Battaglini     | 6250       |
| A1            | 1999-2000 | Rugby Roma ‒ L’Aquila        | 35-17     | Roma, stadio Flaminio         | 15600      |
| A1            | 2000-01   | Benetton ‒ Amat. & Calvisano | 33-13     | Bologna, stadio Dall’Ara      | 4165       |
| Super 10      | 2001-02   | Viadana ‒ Amat. & Calvisano  | 19-12     | Rovigo, stadio Battaglini     | 6350       |
| Super 10      | 2002-03   | Benetton ‒ Amat. & Calvisano | 34-12     | Padova, stadio Plebiscito     | 9100       |
| Super 10      | 2003-04   | Benetton ‒ Calvisano         | 23-10     | Padova, stadio Plebiscito     | 9200       |
| Super 10      | 2004-05   | Calvisano ‒ Benetton         | 25-20     | Padova, stadio Plebiscito     | 9465       |
| Super 10      | 2005-06   | Benetton ‒ Calvisano         | 17-12     | Monza, stadio Brianteo        | 9300       |
| Super 10      | 2006-07   | Benetton ‒ Viadana           | 28-24     | Monza, stadio Brianteo        | 11350      |
| Super 10      | 2007-08   | Calvisano ‒ Benetton         | 20-3      | Monza, stadio Brianteo        | 11976      |
| Super 10      | 2008-09   | Benetton ‒ Viadana           | 29-20     | Roma, stadio Flaminio         | 4000       |
| Super 10      | 2009-10   | Benetton ‒ Viadana           | 16-12     | Padova, stadio Plebiscito     | 5000       |
| Eccellenza    | 2010-11   | Rovigo ‒ Petrarca            | 14-18     | Rovigo, stadio Battaglini     | 7000       |
| Eccellenza    | 2012-13   | I Cavalieri ‒ Mogliano       | 11-16     | Prato, stadio Chersoni        | 3000       |
| Eccellenza    | 2013-14   | Calvisano ‒ Rovigo           | 26-17     | Calvisano, stadio San Michele | 4000       |
| Eccellenza    | 2014-15   | Rovigo ‒ Calvisano           | 10-11     | Rovigo, stadio Battaglini     | 6500       |
| Eccellenza    | 2015-16   | Rovigo ‒ Calvisano           | 20-13     | Rovigo, stadio Battaglini     | 6045       |
| Eccellenza    | 2016-17   | Calvisano ‒ Rovigo           | 43-29     | Calvisano, stadio San Michele | 6000       |
| Eccellenza    | 2017-18   | Petrarca ‒ Calvisano         | 19-11     | Padova, stadio Plebiscito     | 6500       |
| TOP12         | 2018-19   | Calvisano ‒ Rovigo           | 33-10     | Calvisano, stadio San Michele | 4025       |
| TOP10         | 2020-21   | Petrarca ‒ Rovigo            | 20-23     | Padova, stadio Plebiscito     | 2000       |
| TOP10         | 2021-22   | Petrarca ‒ Rovigo            | 19-6      | Parma, stadio Lanfranchi      | 5000       |
| TOP10         | 2022-23   | Rovigo ‒ Petrarca            | 16-9      | Parma, stadio Lanfranchi      | 4000       |
| Serie A Élite | 2023-24   | Viadana ‒ Petrarca           | 10-28     | Parma, stadio Lanfranchi      | 5000       |
| Serie A Élite | 2024-25   | Viadana ‒ Rovigo             | 21-27     | Parma, Stadio Lanfranchi      | 4894       |

## Statistiche
A livello di squadra, come detto, il club che vanta più titoli è l'Amatori Milano, che fu anche il primo vincitore assoluto del campionato, nel 1928-29: fino al 1995-96 il club milanese ha vinto 18 titoli assoluti; a quota 15 scudetti lo seguono Benetton – prima volta nel 1956 e unico club italiano ad avere vinto tutti i suoi titoli nel periodo di abbinamento a uno sponsor, dapprima come Faema, poi Metalcrom e, dal 1979, Benetton – e Petrarca, il cui arco di vittorie va dal 1969-70 al 2023-24.
Con 14 titoli figura altresì Rovigo, campione d'Italia per la prima volta nel 1950-51 e per la più recente nel 2022-23.
Dopo le citate quattro figura il Calvisano, con sette titoli vinti tra il 2004-05 e il 2018-19.
A quota cinque titoli vi sono tre club: il Rugby Roma, seconda società in assoluto a fregiarsi del titolo di campione d'Italia nel 1934-35 dopo sei scudetti consecutivi dell'Amatori Milano; le Fiamme Oro, con quattro titoli a seguire dal 1957-58 al 1960-61 ai quali si aggiunge un quinto nel 1967-68; infine L’Aquila, vincitrice di cinque titoli tra il 1966-67 e il 1993-94.
A livello individuale, il record di punti spetta ad Andrea Scanavacca (n. 1973) che, tra il 1991 e il 2008, anno del suo ritiro, marcò 3368 punti con le maglie di Rovigo (15 stagioni), Rugby Roma e Calvisano (una stagione ciascuna).
Il primato di mete realizzate è invece appannaggio di Marcello Cuttitta (recordman di mete anche in Nazionale italiana) che, con L’Aquila, Amatori Milano e Amatori & Calvisano ne realizzò, dal 1985 al 2000, complessivamente 236.
Infine, il giocatore con il massimo numero di presenze in campionato è Guido Rossi, 410 in totale dal 1977 al 1994, e tutte con la maglia del Benetton.

## Copertura televisiva
Fino a tutta la stagione 2023-24 è la piattaforma streaming britannica Eleven ad assicurare la trasmissione in diretta di tutti gli incontri del torneo; a Rai Sport è affidata la trasmissione in diretta dell'incontro principale di ogni giornata nonché la copertura completa dei play-off e della finale.
In precedenza, fino al 2015-16, i diritti televisivi del campionato appartenevano alla Rai, che trasmetteva gli incontri sul proprio canale tematico Rai Sport e assicurava la copertura di almeno un incontro a settimana nonché play-off e finale.
Nel 2016, dopo che la Federazione rimase senza contratto televisivo, il servizio di copertura fu parzialmente espletato dalla Web TV The Rugby Channel ma in occasione della finale 2016-17 il senatore rodigino Bartolomeo Amidei annunciò la presentazione di un'interrogazione parlamentare al fine di conoscere la ragione per cui la Rai, nonostante la mancanza di un contratto, non avesse considerato l'evento sportivamente abbastanza rilevante da trasmetterlo per motivi di pubblica utilità.
Dal 2018 fino a febbraio 2022 tutti gli incontri furono trasmessi in diretta streaming solo sul canale YouTube e la pagina Facebook della Federazione Italiana Rugby.
A partire dalla stagione 2023-24 gli incontri del campionato sono stati trasmessi da Dazn, in condivisone con Rai Sport che oltre ad avere trasmesso un incontro a giornata, ha coperto tutta la fase dei Play Off. La finale sarà trasmessa in chiaro su Rai 2.

### Normativa di riferimento
- Regolamento dell'Attività Sportiva della Federazione Italiana Rugby, Roma, Federazione Italiana Rugby, 27 maggio 2006. URL consultato il 22 luglio 2018 (archiviato dall'url originale il 22 luglio 2018).
- Comunicato Federale n. 1 stagione sportiva 2012/13, Roma, Federazione Italiana Rugby, 3 agosto 2012. URL consultato il 22 luglio 2018 (archiviato dall'url originale il 22 luglio 2018).